# كأس العالم للأندية
كأس العالم للأندية (بالإنجليزية: FIFA Club World Cup) هي بطولة كرة قدم دولية أحدثها الاتحاد الدولي لكرة القدم لتعوِّض مسابقة كأس الإنتركونتيننتال. أعلنت الفيفا عام 1999 عن إنشاء بطولة جديدة يشارك فيها كل أبطال الاتحادات القارية لإضافة نوع من الديمقراطية ومبدأ تكافؤ الفرص لمعرفة أقوى نادي في العالم كل سنة، وهو الأمر الذي لم يكن متاحا في البطولة السابقة التي كانت تَعرف فقط مشاركة بطل دوري أبطال أوروبا وبطل كأس ليبرتادوريس، مما جعل الأندية أبطال الاتحادات القارية الأخرى تحتج لدى الفيفا كون لقب أفضل نادي في العالم محصورا بين اتحادين قاريين فقط.
أُقيم كأس العالم للأندية لأول مرة في عام 2000م ولم تقم في الفترة ما بين 2001 و200٧4م بسبب انهيار شركة الفيفا التسويقية. تُقام البطولة كل سنة منذ 2005. واستضاف البطولةَ كلٌّ مِن البرازيل واليابان والإمارات والمغرب وقطر والسعودية، وذلك في عام 2023.
ينظم البطولةَ الاتحاد الدولي لكرة القدم وتجمع أفضل أندية العالم الفائزة بدوري الأبطال في قارتها في بطولة واحدة. النظام الحالي للبطولة يتضمن مشاركة سبعة فِرق تتنافس على اللقب في خلال فترة أسبوعين تقريبا. تتأهل الأندية الفائزة بلقب دوري أبطال أوروبا، كأس ليبرتادوريس، دوري أبطال آسيا، دوري أبطال أفريقيا، دوري أبطال أوقيانوسيا، دوري أبطال الكونكاكاف، مع النادي بطل الدوري من البلد المستضيف.
وقد فازت أحد عشر ناديا مختلفا في خمس عشرة نسخة من البطولة، ويمتلك ريال مدريد الإسباني الرقم القياسي في عدد مرات الفوز، حيث فاز باللقب خمس مرات، وذلك في الأعوام (2014، 2016، 2017، 2018، 2022). ويأتي خلفه نادي برشلونة بواقع ثلاثة ألقاب، ثم نادي كورينثيانز البرازيلي وبايرن ميونخ الألماني برصيد لقبين. بينما فاز باللقب مرة واحدة كل من ساو باولو إنترناسيونال البرازيليين وميلان وإنتر ميلان الإيطاليين ومانشستر يونايتد وليفربول وتشيلسي ومانشستر سيتي الإنجليزيين. ولهذا الأندية الإسبانية تحمل الرقم القياسي في عدد مرات الفوز بالبطولة بواقع 8 مرات.

## التاريخ

### الأصول
حسب الفيفا، فإن أول محاولة لصنع بطولة عالمية للأندية كانت في 1909، أي 21 سنة قبل قيام أول بطولة كأس عالم لكرة القدم. أقيمت بطولة كأس السير توماس ليبتون بين 1909 و 1911 في إيطاليا، وتنافس عليها الأندية الإنجليزية والألمانية والسويسرية والإيطالية. وفاز بها نادي مدينة ويست أوكلاند وهو نادي هاوي. أتت فكرة أن الفيفا يجب أن تؤسس منافسة عالمية للأندية في بداية خمسينات القرن الماضي. سُئل رئيس الفيفا جول ريميه في عام 1951 عن مشاركة الفيفا في كأس ريو، لكنه نفى أن البطولة تحت رعاية الفيفا منذ أن تأسست ورُعيت من قبل الاتحاد البرازيلي لكرة القدم. وأُقيمت بطولة أخرى سُميت تورينيو أوكتوغونال ريفادافيا كوريا ماير وفاز بها نادي فاسكو دا غاما. هذه البطولة أقيمت بين خمس أندية برازيلية وثلاث أندية أجنبية، هكذا خسروا نصف جانبهم القاري. في ديسمبر 2007، رفضت الفيفا طلب بالميراس للاعتراف بالبطولة ككأس عالم للأندية منذ أن كان المشاركون محدودين في قارتين.
بالرغم من أن البطولة لم تستمر إلا أنها أقيمت وسط اهتمام عال. شارك عضوا الفيفا ستانلي روس وأوترينو باراسي شخصياً في تأسيس البطولة في 1951، وإن لم يكن ذلك من مسؤوليتهم كأعضاء في الفيفا. كان دور روس هو المفاوضة مع الأندية الأوروبية، بينما ساعد باراسي في تشكيل البطولة. وتعليقاً على فوز جوفينتوس بالمشاركة في البطولة، ذكرت الصحافة الإيطالية أن بطولة مهمة كهذه وعلى نطاق العالم قد لا يضيعها فريق إيطالي.
بسبب صعوبة جلب الأندية الأوروبية للبطولة، اقترحت جريدة و إستاداو دي ساو باولو أن الفيفا يجب عليها المشاركة في برمجة المنافسات العالمية للأندية، قائلةً: «المسابقات العالمية، هنا أو في الخارج يجب أن تُلعب في أوقات تحددها الفيفا». ولم يكن هناك رد فعل أمام هذا الاقتراح. أقيمت بطولة كأس العالم المصغرة للأندية في فنزويلا بين 1952 و 1957 مع بعض الانتعاشات في 1963 و 1965. كانت تُلعب في العادة بين 8 مشاركين أربعة من أوروبا وأربعة من أمريكا الجنوبية. في نهاية خمسينيات القرن الماضي فقدت هذه المسابقة مركزها بسرعة مع انخفاض عدد المشاركين فيها.ولكنها خلقت أسس العمل لكأس الإنتركونتيننتال مع بداية كأس أوروبا وكأس ليبرتادوريس.

### موانع إنشاء كأس العالم للأندية
توموا دي باريس هي بطولة نَوَت في البداية جلب أفضل أندية أوروبا وأمريكا الجنوبية لتحديد «أفضل نادي في العالم». أقيمت البطولة لأول مرة في عام 1957 حيث فاز فاسكو دا غاما على النادي المضيف راسينغ باريس في النصف نهائي ثم غلبت ريال مدريد بنتيجة 4–3 في النهائي في ملعب بارك دي برينس وهو الملعب الذي فاز ريال مدريد فيه بأول بطولة كأس أوروبا. هذا الانتصار مُدح في أوروبا وأمريكا الجنوبية حيث أنها كانت أول بطولة عالمية لريال مدريد كبطل أوروبي والتي لم يتمكن من تحقيقها. بعد ذلك انفصل ريال مدريد عن المسابقة واعتبر أنها يجب أن تُرى أنها بطولة ودية. عوَّض ريال مدريد عن هزيمته بفوزه بأول نسخة من بطولة كأس الإنتركونتيننتال.
لقبت الأسبانيون أنفسهم بأبطال العالم حتى تدخلت الفيفا في هذا الأمر واعترضت، وقالت بأن البطولة لاتشمل أي بطل من القارات الأخرى الغير مشاركة، مشيرةً إلا أنهم يمكنهم الادعاء بأنهم أبطال القارتين المشاركتين فقط حيث لاوجود فرص لمشاركة أبطال القارات الأخرى. وذكرت الفيفا أنها قد تمنع بطولة 1961 إلا إذا اعتبرت المسابقة بأنها ودية أو مباراة خاصة بين فريقين من قارتين مختلفتين. في نفس العام الذي لُعبت فيه أول بطولة كأس الإركونتيننتال، سمحت الفيفا لدوري كرة القدم الدولي أن يُلعب مع موافقة من ستانلي روس، والذي أصبح رئيس الفيفا في ذلك الوقت. وبالرغم من أن الفيفا أملت أن يتحول دوري كرة القدم الدولي إلى كأس عالم للأندية، إلا أن كأس الإتركونتيننتال جذب اهتمام القارات الأخرى. أُنشئ اتحاد أمريكا الشمالية وأمريكا الوسطى (الكونكاكاف) لكرة القدم في عام 1961، لتنفيذ نواياهم بالسماح لنواديهم بالمشاركة بكأس الليبرتادوريس، وبعدها يمكنهم المشاركة في كأس الإنتركونتيننتال. إلا أن مشاركتهم قد رُفضت في كلا البطولتين. بعد ذلك، تأسس دوري أبطال الكونكاكاف في 1962. سُئلت الفيفا من قبل الاتحاد الأوروبي والأمريكي الجنوبي أن تكون البطولة رسمية في 1963، إلا أن الفيفا أظهرت نفس ردة الفعل التي أظهرته في عام 1960، وهو الاعتراف بالبطولة فقط عندما يشارك البطل الآسيوي والأفريقي.

بسبب وحشية الأندية الأرجنتينية والأوروغيانية في كأس الإنتركونتيننتال، طُلب من الفيفا عدة مرات إضافة ضربات الجزاء وتنظيم البطولة في أواخر ستينيات القرن الماضي، ورفضت الفيفا الطلبين. أول هذه الطلبات كانت في 1967 بعد «معركة مونتيفيديو»، حيث طلب اتحاد اسكتلندا لكرة القدم خلال فترة رئاسة ويلي آلن من الفيفا الاعتراف بالبطولة لتنظيمها، وردت الفيفا بأنها قد لا تنظم بطولة لم تؤسسها في البداية. وعانى الرئيس آلن أيضاً من اتحاد أمريكا الجنوبية، مع عودة رئيسها تيوفيلو ساليناس ومن اتحاد الأرجنتين لكرة القدم، حيث رفضوا السماح للفيفا بالتدخل في البطولة ذاكرين: 
. كتب الأمين العام البديل للفيفا رينيه كورت مقالة ذاكراً أن الفيفا ترى البطولة بأنها «مباراة أوروبية–أمريكية جنوبية ودية». ووافق على هذا السير ستانلي روس. فتحت الفيفا فكرة الإشراف على البطولة إذا تضمنت دخول البطل الآسيوي والأمريكي الشمالي، ولكن قوبل هذا الاقتراح بردة فعل سلبية من الاتحاد الأوروبي واتحاد أمريكا الجنوبية لكرة القدم. أقيمت بطولة 1968 و 1969 بطريقة مشابهة، وقال مدرب مانشستر يونايتد السير مات بوسبي «يجب أن يُحرم الأرجنتينيين من جميع مسابقات كرة القدم. يجب أن تتدخل الفيفا فعلاً في الأمر».
تطوعت صحيفة الفريق الفرنسية في 1973 لرعاية كأس عالم للأندية بين البطل الأوروبي والأمريكي الجنوبي والشمالي والأفريقي، البطولة القارية الوحيدة الموجودة في ذلك الوقت للأندية، وهي الصحيفة التي ساعدت في ولادة كأس أوروبا. وكانت من المحتمل أن تُقام في باريس بين سبتمبر وأكتوبر 1974 وأن يقام النهائي في استاد بارك دي برينس. أظهر الأوروبيون ردة فعل سلبية تجاه هذا الأمر، فلم تقم البطولة. حاولت صحيفة الفريق مرة أخرى في 1975، لكن الاتحاد الأوروبي رفض الاقتراح مرة أخرى.
مع وقوع كأس الإنتركونتيننتال في خطر الانتهاء، وظف الاتحاد الأوروبي والأمريكي الجنوبي شركة التسويق البريطانية ويست نالي للبحث عن حل قابل للتطبيق في 1980، لذا أخذت شركة تويوتا البطولة تحت جناحها عن طريق ويست نالي وأسمتها كأس تويوتا، وجعلتها مباراة واحدة بدل مباراتين ذهاب وإياب، تُلعب في اليابان. استثمر تويوتا700000 دولار لتُلعب بطولة 1980 في الملعب الأولمبي الوطني في طوكيو، و 200000 دولار تُهدى لكل مشارك. استُقبل كأس تويوتا مع تشكيلها الجديد بالشك، لأن الرياضة كانت غير مألوفة في الشرق الأقصى. الجوائز المالية رُحِّب بها، وخصوصاً أن الأندية الأوروبية والأمريكية الجنوبية تعاني مشاكل مالية. ولتحمي تويوتا نفسها من احتمالية انسحاب الأندية الأوروبية من البطولة، وقعت تويوتا والاتحاد الأوروبي لكرة القدم وكل نادي مشارك في كأس أوروبا عقداً سنوياً، تضمن فيه أن كل بطل أوروبي يجب أن يشارك في كأس الانتركونتيننتال. كما اشترط الاتحاد الأوروبي بمشاركة الأندية الأوروبية أو المخاطرة بمواجهة دعوى قضائية دولية من تويوتا والاتحاد الأوروبي. حاول الاتحاد الإنجليزي لكرة القدم في 1983 إقامة كأس عالم للأندية لتلعب في 1985 وتُرعى بواسطة ويست نالي، لكن رفضها الاتحاد الأوروبي.
أقيمت بطولتا كوبا إنترأميريكانا بين بطل أمريكا الشمالية والجنوبية والكأس الأفروآسيوية للأندية بين بطل آسيا وأفريقيا للسماح لأندية هذه القارات للعب بسبب رفض الاتحاد الأوروبي والأمريكي الجنوبي للسماح لأندية الكونكاكاف وآسيا وأفريقيا باللعب في كأس الانتركونتيننتال.

### ولادة كأس العالم للأندية

جائزة كأس العالم للأندية من 2005 إلى 2023

إطار عمل كأس العالم للأندية 2000 قد وُضع في عدة سنين. بحسب جوزيف بلاتر، فإن فكرة البطولة قد عُرضت على اللجنة التنفيذية في ديسمبر 1993 في لاس فيغاس في الولايات المتحدة، عرضها رئيس إيه سي ميلان سيلفيو برلسكوني. ومنذ أن قدم كل اتحاد بطل قاري في كل عام، رأت الفيفا أنه من الحكمة أن تنظم بطولة كأس عالم. في البداية كان هناك تسع دول مرشحة لاستضافة البطولة: الصين، البرازيل، السعودية، المكسيك، الباراغواي، تاهيتي، تركيا، الولايات المتحدة، والأوروغواي. من بين هذه الدول، اختيرت البرازيل والسعودية والمكسيك والأروغواي فقط، للاختيار بينهم من يستضيف البطولة. اختارت الفيفا في 3 سبتمبر 1997 البرازيل لاستضافة البطولة، والتي كان من المخطط أن تقام في عام 1999. أسطورة مانشستر يونايتد بوبي تشارلتون والذي كان أهم اللاعبين الذين جعلوا إنجلترا يفوزون بكأس العالم 1966، ذكر أن بطولة العالم للأندية توفر "فرصة رائعة لأن يكون النادي أول بطل حقيقي للعالم"". تُعطي البطولة 28 مليون دولار كجوائز مالية، وباعت حقوقها التلفزيونية التي تساوي 40 مليون دولار إلى 15 إذاعة تلفزيونية في القارات الخمس. السحب الأخير لأول بطولة العالم كان في 19 أكتوبر 1999 في فندق قصر كوباكابانا في ريو دي جانيرو.
كان عام 1999 هو العام المخطط فيه إقامة كأس العالم للأندية ويتنافس عليه بطل كأس الانتركونتيننتال 1998 و1999 وبطل دوري الدولة المستضيفة تلك السنة. لكن تأجلت البطولة لعام 2000، وعندما أعاد تعيين موعد البطولة، كان هناك 8 مشاركين جدد أبطال قارتهم، وهم نادي كورينثيانز وفاسكو دا غاما البرازيليين، ونادي نيكاكسا المكسيكي، ومانشستر يونايتد الإنجليزي والرجاء المغربي، والنصر السعودي، ريال مدريد الأسباني ونادي ساوث ملبورن الأسترالي. سجل نيكولا أنيلكا أول هدف في البطولة على النصر لريال مدريد وفاز ريال مدريد بنتيجة 3–1. نهائي البطولة كان برازيلياً خالصاً، حيث فاز كورينثيانز على فاسكو دا غاما بنتيجة 4–3 في الضربات الترجيحية بعد أن انتهى الوقت الأصلي والإضافي بنتيجة 0–0.
كانت النسخة الثانية من البطولة مقرراً لها أن تقام في إسبانيا سنة 2001، وكان سيشارك فيها 12 نادي. تم السحب للبطولة في لا كورونيا في 6 مارس 2001. أُلغيت البطولة في 18 مايو بسبب انهيار شريكة الفيفا للتسويق شركة الرياضة الدولية. أعطي المشاركين في البطولة الملغية 750000 دولار للتعويض، وأُعطي اتحاد إسبانيا لكرة القدم مليون دولار من الفيفا. أقيمت محاولة أخرى لإقامة البطولة في 2003 وتطلعت 17 دولة لاستضافتها، لكن فشلت المحاولة. وافقت الفيفا والاتحاد الأوروبي واتحاد أمريكا الجنوبية وتويوتا على دمج كأس الانتركونتيننتال مع كأس العالم للأندية، لذا كان آخر كأس انتركونتيننتال في 2004، وأعيد إقامة كأس العالم للأندية في ديسمبر 2005 في اليابان.
كانت نسخة 2005 أقصر من البطولة السابقة لها، وقد حُلت مشكلة جدولة البطولة أثناء قيام الموسم في كل قارة. احتوت البطولة على 6 أبطال من قاراتهم وتأهل بطل أوروبا وبطل أمريكا الجنوبية تلقائياً للدور النصف نهائي. سحب البطولة أخذ مكاناً في طوكيو في 30 يوليو 2005، في فندق ويستن. أقصى النادي البرازيلي ساو باولو في هذه البطولة خصمه السعودي الاتحاد في الدور النصف نهائي، ووصل للنهائي، وفي نهائي هذه البطولة كان هدفاً واحداً من مينيرو كافياً للفوز على النادي الإنجليزي ليفربول، وأصبح مينيرو أول لاعب يسجل في نهائي البطولة.
هزم إنترناسيونال بطل العالم وبطل أمريكا الجنوبية ساو باولو في نهائي كأس ليبرتادوريس 2006 ليتأهل إلى نسخة 2006. لقي إنترناسيونال الأهلي المصري في نصف نهائية البطولة وهزمه ليلاقي بطل أوروبا برشلونة في النهائي. وكان هدفاً واحداً كافياً ليفوز النادي البرازيلي بالبطولة ويذهب اللقب للبرازيل للمرة الثالثة. وأخيراً انتهت السيطرة البرازيلية في بطولة 2007، حيث لم يتمكن أي نادي برازيلي من الفوز ببطولة قارته وبالتالي لم يتأهل نادِ من البرازيل لكأس العالم. وقد واجه إيه سي ميلان الإيطالي الفريق الياباني أوراوا رد دايموندز وهزمه بهدف وحيد ليصل للنهائيا ويهزم بوكا جونيورز بنتيجة 4–2. وقد حث في هذه المباراة حالة طرد لأول مرة في تاريخ كأس العالم للأندية حيث طُرد لاعب ميلان الجورجي كاخا كالادزه في الدقيقة 77، وبعد 11 دقيقة حدثت حالة الطرد الثانية عندما انطرد لاعب بوكا جونيورز بابلو ليديسما.
في السنة التي بعدها، كان مانشستر يونايتد الإنجليزي في طريقه لجعل أوروبا تحظى بلقب آخر، عندما فاز على منافسه الياباني غامبا أوساكا بخمسة أهداف لثلاثة في النصف نهائي. وأقصى النادي الإكوادوري ليجا ديبورتيفو دي كيتو بهدف للا شيء ليصبحوا أبطالاً للعالم في 2008.
حصلت دولة الإمارات حقوق استضافة كأس العالم لسنتي 2009 و2010. تعويضًا عن البطولة التي خسروها قبل ثلاث سنين، فاز برشلونة على مانشستر يونايتد في نهائي دوري أبطال أوروبا 2009 وتأهلهم لنسخة 2009. هزم برشلونة النادي المكسيكي أتلانتي 3–1، وتأهل ليقابل إستيوديانتس في النهائي. في المباراة النهائية، أظهرت الأحداث أنها ستتجه للأشواط الإضافية، إلا أن برشلونة خطف الفوز في الدقائق الأخيرة برأسية ميسي، ويحقق سداسية تاريخية كأول نادي يقوم بهذا الإنجاز. بطولة 2010، شهدت ولأول مرة وجود نادي غير أوروبي وغير أمريكي–جنوبي، ألا وهو تي بي مازيمبي الكونغولي، الذي هزم النادي البرازيلي إنتر ناسيونال بنتيجة 2–0 ليتأهل إلى النهائي، لكنه خسر النهائي بثلاثة أهداف نظيفة أمام إنتر ميلان، والذي هزم النادي الكوري الجنوبي كي ليغ كلاسيك بالنتيجة عينها للوصول للنهائي. وبفوزه بالبطولة، أكمل إنتر ميلان رباعيته التاريخية. رجعت بطولة كأس العالم للأندية لليابان لنسختي 2011 و2012. في نسخة 2011 أظهر برشلونة قوته مرة أخرى بفوزه على السد القطري برباعية نظيفة وتأهلت للنهائي، لتقابل سانتوس وتعيد الأداء نفسه وتفوز برباعية، وهذا أكبر فوز في نهائي ما، ومن ثم تفوز بالبطولة للمرة الثانية في تاريخها. وأصبح ليونيل ميسي أول لاعب يسجل في نهائيين كأس عالم للأندية مختلفين.

### التوسع المخطط
في أواخر عام 2016، اقترح رئيس الفيفا جياني إنفانتينو توسيع كأس العالم للأندية إلى 32 فريقًا بدءًا من 2019 وإعادة الجدولة إلى يونيو لتكون أكثر توازنًا وجاذبية للمذيعين والجهات الراعية. في أواخر عام 2017، ناقش الفيفا مقترحات لتوسيع المنافسة لتشمل 24 فريقًا ولعبها كل أربع سنوات بحلول عام 2021، لتحل محل كأس القارات.
كان من المفترض أن تبدأ البطولة الجديدة التي تضم 24 فريقًا في عام 2021 وستشمل الفائزين بدوري أبطال أوروبا ووصيف بطل دوري أبطال أوروبا والفائزين بالدوري الأوروبي والفائزين بكأس ليبرتادوريس من المواسم الأربعة حتى عام البطولة. مع تأهل الباقي من الاتحادات القارية الأربعة الأخرى. إلى جانب مسابقة دوري الأمم الأوروبية الجديدة، من المتوقع أن تبلغ الإيرادات 25 مليار دولار خلال الفترة من 2021 إلى 2033. كانت البطولة الأولى ستقام في الصين؛ ومع ذلك، تم إلغاء البطولة بسبب مشاكل الجدولة الناجمة عن جائحة فيروس كورونا.
في 16 ديسمبر 2022، أعلن الفيفا عن بطولة موسعة تضم 32 فريقًا وتبدأ في يونيو 2025. انتقد الاتحاد الدولي للاعبي كرة القدم المحترفين فيفبرو ومنتدى الدوريات العالمية الاقتراح على الفور.

## النتائج
يحمل نادي ريال مدريد الرقم القياسي في عدد مرات الفوز بالبطولة، حيث فاز بالبطولة خمس مرات. أفضل أداء للأندية غير الأوروبية وغير الأمريكية جنوبية الحتى اليوم، حققته أندية تي بي مازيمبي الكونغولي والرجاء المغربي والعين الإماراتي وكاشيما أنتلرز الياباني والهلال السعودي، حيث هي الأندية الوحيدة التي وصلت لنهائي البطولة. أندية مونتيري ونيكاكسا المكسيكيان، وديبورتيفو سابريسا الكوستاريكي كلهم قد حصلوا على المركز الثالث وهذه هي أفضل النتائج التي حققها نادي ما من أمريكا الشمالية. والمركز الثالث الذي حققه كلاً من: أوراوا رد دايموندز وغامبا أوساكا اليابانيان، وبوهانغ ستيلرز الكوري، والسد القطري هو أيضاً أفضل مركز وصلته أندية آسيا. ومن افريقيا حققه النادي الأهلي (مصر) وحقق نادي اوكلاند سيتي النيوزيلاندي الإنجاز لقارة أوقيانوسيا بوصوله لنصف نهائي البطولة واحتلاله للمركز الثالث.

### النهائيات
| علامة الخنجرية | انتهت المباراة في الوقت الإضافي        | انتهت المباراة في الوقت الإضافي        | انتهت المباراة في الوقت الإضافي        |
| double-dagger  | انتهت المباراة بركلات الجزاء الترجيحية | انتهت المباراة بركلات الجزاء الترجيحية | انتهت المباراة بركلات الجزاء الترجيحية |

| #   | الموسم | المستضيف | البطل           | النتيجة       | الوصيف         | المركز الثالث      | النتيجة       | المركز الرابع      | المصدر        |
| --- | ------ | -------- | --------------- | ------------- | -------------- | ------------------ | ------------- | ------------------ | ------------- |
| 1   | 2000   | البرازيل | كورنثيانز       | 0–0           | فاسكو دا غاما  | نيكاكسا            | 1–1           | ريال مدريد         | [ 39 ] [ 40 ] |
| غ/م | 2001   | إسبانيا  | ألغيت البطولة   | ألغيت البطولة | ألغيت البطولة  | ألغيت البطولة      | ألغيت البطولة | ألغيت البطولة      | [ 41 ]        |
| 2   | 2005   | اليابان  | ساو باولو       | 1–0           | ليفربول        | سابريسا            | 3–2           | الاتحاد            | [ 42 ] [ 43 ] |
| 3   | 2006   | اليابان  | إنترناسيونال    | 1–0           | برشلونة        | الأهلي             | 2–1           | كلوب أمريكا        | [ 44 ] [ 45 ] |
| 4   | 2007   | اليابان  | ميلان           | 4–2           | بوكا جونيورز   | أوراوا رد دايموندز | 2–2           | النجم الساحلي      | [ 47 ] [ 48 ] |
| 5   | 2008   | اليابان  | مانشستر يونايتد | 1–0           | ليغا دي كيتو   | غامبا أوساكا       | 1–0           | باتشوكا            | [ 49 ] [ 50 ] |
| 6   | 2009   | الإمارات | برشلونة         | 2–1           | إستوديانتيس    | بوهانغ ستيلرز      | 1–1           | أتلانتي            | [ 53 ] [ 54 ] |
| 7   | 2010   | الإمارات | إنتر ميلان      | 3–0           | تي بي مازيمبي  | إنترناسيونال       | 4–2           | سيونغنام           | [ 55 ] [ 56 ] |
| 8   | 2011   | اليابان  | برشلونة         | 4–0           | سانتوس         | السد               | 0–0           | كاشيوا ريسول       | [ 58 ] [ 59 ] |
| 9   | 2012   | اليابان  | كورنثيانز       | 1–0           | تشيلسي         | مونتيري            | 2–0           | الأهلي             | [ 60 ] [ 61 ] |
| 10  | 2013   | المغرب   | بايرن ميونخ     | 2–0           | الرجاء الرياضي | أتلتيكو مينيرو     | 3–2           | غوانجو إفرغراند    | [ 62 ] [ 63 ] |
| 11  | 2014   | المغرب   | ريال مدريد      | 2–0           | سان لورينزو    | أوكلاند سيتي       | 1–1           | كروز آزول          | [ 65 ] [ 66 ] |
| 12  | 2015   | اليابان  | برشلونة         | 3–0           | ريفر بليت      | سانفريس هيروشيما   | 2–1           | غوانجو إفرغراند    | [ 67 ] [ 68 ] |
| 13  | 2016   | اليابان  | ريال مدريد      | 4–2           | كاشيما أنتلرز  | أتلتيكو ناسيونال   | 2–2           | أمريكا             | [ 71 ] [ 72 ] |
| 14  | 2017   | الإمارات | ريال مدريد      | 1–0           | غريميو         | باتشوكا            | 4–1           | الجزيرة            | [ 73 ] [ 74 ] |
| 15  | 2018   | الإمارات | ريال مدريد      | 4–1           | العين          | ريفر بليت          | 4–0           | كاشيما أنتلرز      | [ 75 ] [ 76 ] |
| 16  | 2019   | قطر      | ليفربول         | 1–0           | فلامنغو        | مونتيري            | 2–2           | الهلال             | [ 77 ]        |
| 17  | 2020   | قطر      | بايرن ميونخ     | 1–0           | تيغريس أونال   | الأهلي             | 0–0           | بالميراس           | [ 77 ]        |
| 18  | 2021   | الإمارات | تشيلسي          | 2–1           | بالميراس       | الأهلي             | 4–0           | الهلال             | [ 78 ]        |
| 19  | 2022   | المغرب   | ريال مدريد      | 5–3           | الهلال         | فلامنغو            | 4–2           | الأهلي             | [ 79 ] [ 80 ] |
| 20  | 2023   | السعودية | مانشستر سيتي    | 4–0           | فلومينينسي     | الأهلي             | 4–2           | أوراوا رد دايموندز | [ 81 ]        |

## الأكثر تتويجًا

### الأداء حسب النادي
| النادي           | الألقاب | الوصيف | سنوات الفوز                      | سنوات الوصافة |
| ---------------- | ------- | ------ | -------------------------------- | ------------- |
| ريال مدريد       | 5       | —      | 5 (2014، 2016، 2017، 2018، 2022) | &—            |
| برشلونة          | 3       | 1      | 3 (2009، 2011 و2015)             | 1 (2006)      |
| تشيلسي           | 2       | 1      | 2 (2021 2025)                    | 1 (2012)      |
| كورنثيانز        | 2       | —      | 2 (2000، 2012)                   | &—            |
| بايرن ميونخ      | 2       | —      | 2 (2013، 2020)                   | &—            |
| ليفربول          | 1       | 1      | 1 (2019)                         | 1 (2005)      |
| ساو باولو        | 1       | —      | 1 (2005)                         | &—            |
| إنترناسيونال     | 1       | —      | 1 (2006)                         | &—            |
| إيه سي ميلان     | 1       | —      | 1 (2007)                         | &—            |
| مانشستر يونايتد  | 1       | —      | 1 (2008)                         | &—            |
| إنتر ميلان       | 1       | —      | 1 (2010)                         | &—            |
| مانشستر سيتي     | 1       | —      | 1 (2023)                         | &—            |
| فاسكو دا غاما    | —       | 1      | &—                               | 1 (2000)      |
| بوكا جونيورز     | —       | 1      | &—                               | 1 (2007)      |
| ليغا دي كيتو     | —       | 1      | &—                               | 1 (2008)      |
| إستوديانتيس      | —       | 1      | &—                               | 1 (2009)      |
| تي بي مازيمبي    | —       | 1      | &—                               | 1 (2010)      |
| سانتوس           | —       | 1      | &—                               | 1 (2011)      |
| الرجاء البيضاوي  | —       | 1      | &—                               | 1 (2013)      |
| سان لورينزو      | —       | 1      | &—                               | 1 (2014)      |
| ريفر بليت        | —       | 1      | &—                               | 1 (2015)      |
| كاشيما أنتلرز    | —       | 1      | &—                               | 1 (2016)      |
| غريميو           | —       | 1      | &—                               | 1 (2017)      |
| العين            | —       | 1      | &—                               | 1 (2018)      |
| فلامنغو          | —       | 1      | &—                               | 1 (2019)      |
| تيغريس أونال     | —       | 1      | &—                               | 1 (2020)      |
| بالميراس         | —       | 1      | &—                               | 1 (2021)      |
| الهلال           | —       | 1      | &—                               | 1 (2022)      |
| فلومينينسي       | —       | 1      | &—                               | 1 (2023)      |
| باريس سان جيرمان | —       | 1      | &—                               | 1 (2025)      |

### الأداء حسب البلد
| البلد                       | الألقاب | الوصافة | الأندية                                                        |
| --------------------------- | ------- | ------- | -------------------------------------------------------------- |
| إسبانيا                     | 8       | 1       | ريال مدريد (5)، برشلونة (3)                                    |
| البرازيل                    | 4       | 6       | كورينثيانز (2)، ساو باولو (1)، إنترناسيونال (1)                |
| إنجلترا                     | 4       | 2       | ليفربول (1)، مانشستر يونايتد (1)، تشيلسي (1)، مانشستر سيتي (1) |
| إيطاليا                     | 2       | —       | ميلان (1)، إنتر ميلان (1)                                      |
| ألمانيا                     | 2       | —       | بايرن ميونخ (2)                                                |
| الأرجنتين                   | —       | 4       | —                                                              |
| جمهورية الكونغو الديمقراطية | —       | 1       | —                                                              |
| الإكوادور                   | —       | 1       | —                                                              |
| اليابان                     | —       | 1       | —                                                              |
| المغرب                      | —       | 1       | —                                                              |
| الإمارات العربية المتحدة    | —       | 1       | —                                                              |
| المكسيك                     | —       | 1       | —                                                              |
| السعودية                    | —       | 1       | —                                                              |

### الأداء حسب الاتحاد
| الاتحاد          | الألقاب | الوصافة | المركز الثالث |
| ---------------- | ------- | ------- | ------------- |
| الاتحاد الأوروبي | 16      | 3       | —             |
| كونميبول         | 4       | 11      | 4             |
| الاتحاد الآسيوي  | —       | 3       | 5             |
| الاتحاد الأفريقي | —       | 2       | 4             |
| كونكاكاف         | —       | 1       | 5             |
| اتحاد أوقيانوسيا | —       | —       | 1             |
| المجموع          | 20      | 20      | 20            |

## قائمة المستضيفين
| العام | الدولة المستضيفة         | المدن المستضيفة          | القارة          | البطل           |
| ----- | ------------------------ | ------------------------ | --------------- | --------------- |
| 2000  | البرازيل                 | ريو دي جانيرو، ساو باولو | أمريكا الجنوبية | كورينثيانز      |
| 2005  | اليابان                  | طوكيو، تويوتا، يوكوهاما  | آسيا            | ساو باولو       |
| 2006  | اليابان                  | طوكيو، تويوتا، يوكوهاما  | آسيا            | إنترناسيونال    |
| 2007  | اليابان                  | طوكيو، تويوتا، يوكوهاما  | آسيا            | إيه سي ميلان    |
| 2008  | اليابان                  | طوكيو، تويوتا، يوكوهاما  | آسيا            | مانشستر يونايتد |
| 2009  | الإمارات العربية المتحدة | أبوظبي                   | آسيا            | برشلونة         |
| 2010  | الإمارات العربية المتحدة | أبوظبي                   | آسيا            | إنتر ميلان      |
| 2011  | اليابان                  | تويوتا، يوكوهاما         | آسيا            | برشلونة         |
| 2012  | اليابان                  | تويوتا، يوكوهاما         | آسيا            | كورينثيانز      |
| 2013  | المغرب                   | مراكش، أكادير، الرباط    | أفريقيا         | بايرن ميونخ     |
| 2014  | المغرب                   | مراكش، أكادير، الرباط    | أفريقيا         | ريال مدريد      |
| 2015  | اليابان                  | تويوتا، يوكوهاما         | آسيا            | برشلونة         |
| 2016  | اليابان                  | أوساكا، يوكوهاما         | آسيا            | ريال مدريد      |
| 2017  | الإمارات العربية المتحدة | أبو ظبي                  | آسيا            | ريال مدريد      |
| 2018  | الإمارات العربية المتحدة | أبو ظبي                  | آسيا            | ريال مدريد      |
| 2019  | قطر                      | الدوحة، الوكرة           | آسيا            | ليفربول         |
| 2020  | قطر                      | الدوحة، الوكرة           | آسيا            | بايرن ميونخ     |
| 2021  | الإمارات العربية المتحدة | أبو ظبي                  | آسيا            | تشيلسي          |
| 2022  | المغرب                   | الرباط، طنجة             | أفريقيا         | ريال مدريد      |
| 2023  | السعودية                 | جدة                      | آسيا            | مانشستر سيتي    |

## القوانين والتشكيل
| - بطل دوري أبطال أوقيانوسيا | - بطل دوري الدولة المستضيفة |

| - بطل دوري أبطال آسيا - بطل دوري أبطال الكونكاكاف | - بطل دوري أبطال أفريقيا - الفائز في الدور الفاصل |

| - بطل كأس ليبرتادوريس - بطل دوري أبطال أوروبا | - الفائزان من الدور الربع نهائي |

من 2012، معظم الفرق المتأهلة للبطولة متأهلة عن طريق الفوز بالبطولة الأهم لقارته. فيتأهل النادي الأوروبي بالفوز بدوري أبطال أوروبا، والأفريقي بدوري أبطال أفريقيا، والآسيوي بدوري أبطال آسيا، والأمريكي الجنوبي بكأس ليبرتادوريس، والأمريكي الشمالي بدوري أبطال كونكاكاف، والأوقيانوسي بدوري أبطال أوقيانوسيا. ويتأهل أيضاً بطل دوري الدولة المستضيفة.
النسخة الأولى من البطولة كانت تُقسم النوادي الثمان إلى مجموعتين في كلٍ منهما أربعة نوادي، يتأهل متصدرا المجموعتين إلى نهائي البطولة، بينما يتأهل وصيفا المجموعتين للعب على المركز الثالث. تغير تشكيل البطولة في 2005 فصارت تعتمد على نظام دور خروج المغلوب بالكامل، حيث إذا تواجه الناديان تكون المباراة فاصلة ويحتاجان الفوز، وقد يلعبان في الوقت الإضافي أو/و الضربات الترجيحية إذا احتاج الأمر. تلعب 6 أندية على مدى أسبوعين في ثلاث مراحل، الربع نهائي والنصف نهائي والنهائي. يلعب في الربع نهائي فائزو دوري أبطال آسيا وأفريقيا والكونكاكاف وأوقيانوسيا ضد بعض. ثم يتأهل المنتصران منهما إلى النصف نهائي ويلعبان ضد فائزي كأس ليبرتادوريس ودوري أبطال أوروبا. ويتأهل المنتصران منهم إلى النهائي.
تغير تشكيل البطولة مع دخول بطل دوري الدولة المستضيفة للبطولة ووجود مركز خامس. هناك أربع مراحل: الدور الفاصل، الربع نهائي، النصف النهائي والنهائي. يلعب في الدور الفاصل فائز دوري أبطال أوقيانوسيا وبطل دوري الدولة المستضيفة، ثم يتأهل الفائز منهما إلى الربع نهائي حيث يتواجه مع فائزي دوري أبطال آسيا والكونكاكاف وأفريقيا. ثم يتأهل الفائزان منهما إلى النصف نهائي ضد فائزا دوري أبطال أوروبا وكأس ليبرتادوريس. المنتصران منهم يلعبان ضد بعضهم البعض في النهائي.

## الكأس

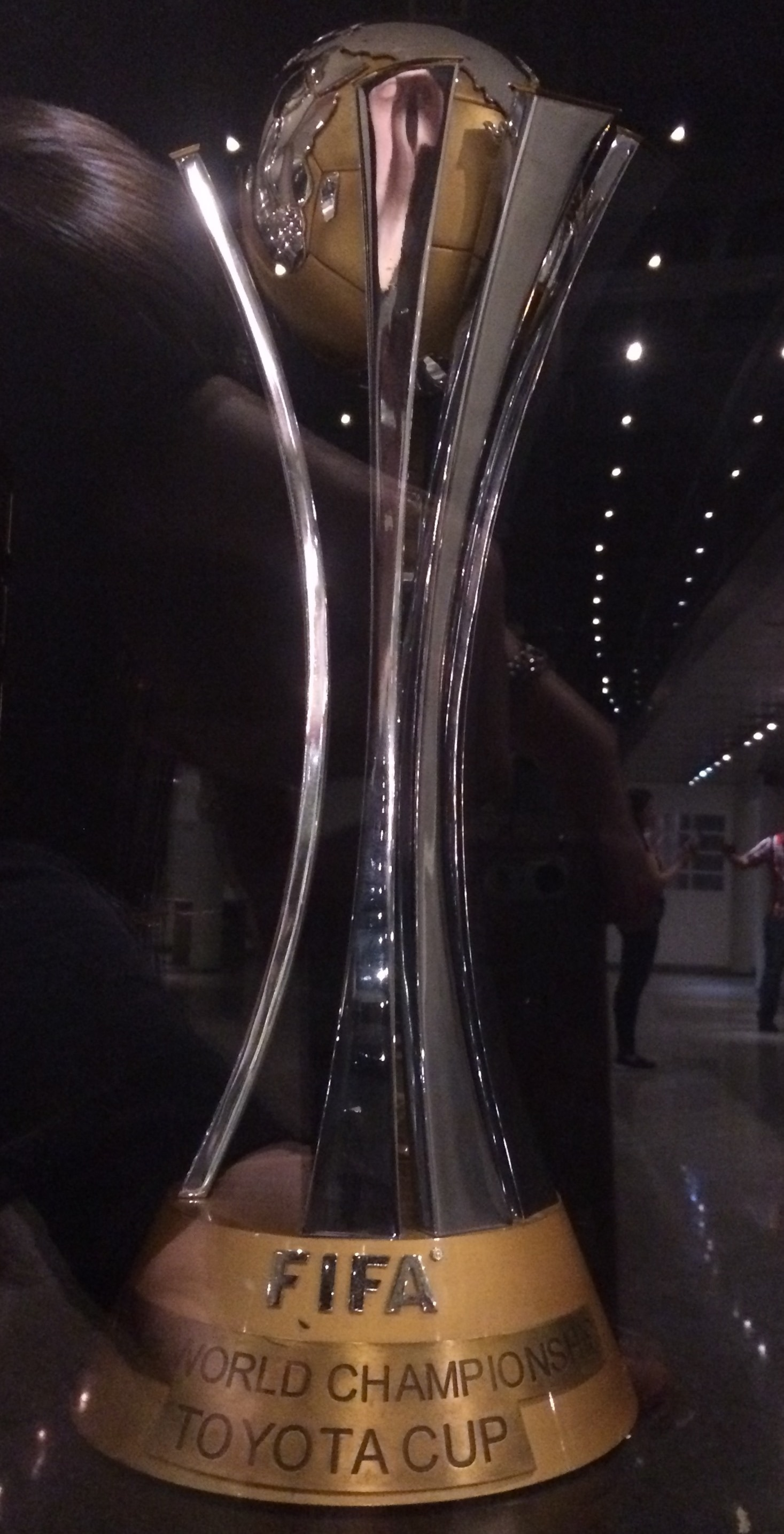
كأس البطولة

استخدم الكأس الأصلي عندما كان اسم البطولة بطولة العالم للأندية، وذلك في عام 2000. صُنع الكأس الأصلي بواسطة شركة التصميم ساوايا وموروني التي يقع مقرها في ميلان. الكأس ملون باللون الفضي بالكامل ووزنه 4 كجم وطوله 37.5 سم وطول أوسع نقطة في قاعدته 10 سم. هذا الكأس لديه قاعدة تتكون من قاعدتان فوق بعض وتحمل أربعة أعمدة، اثنان منهم نُقش عليهما عبارة «بطولة العالم للأندية» و «الفيفا». تحمل الأعمدة كرة، وهي نموذج عن أديداس تريكولور الكرة التي استخدمت في كأس العالم 1998. كلف إنتاج الكأس 25000 دولار. عُرض أول مرة في فنادق ومنتجعات شيراتون في ريو دي جانيرو في 4 يناير 2000.
البطولة بتشكيلها الحالي تشارك اسمها مع الكأس وهو كأس العالم للأندية ويُهدى للفريق الفائز بالبطولة. كُشف عن الكأس في 30 يوليو 2005 في طوكيو، وقد صممته المصممة الإنجليزية جاين باول مع مساعدها داون فوربس بأمر من الفيفا، صممته في 2005 في محل مجوهرات توماس فاتوريني في برمنغهام، المملكة المتحدة. يزن الكأس الملون بالذهب والفضة 5.2 كجم، وطوله 50 سم. قاعدته وأوسع نقطة فيه هي 20 سم بالضبط. صُنع الكأس من عدة مواد هي: النحاس الأصفر والنحاس والفضة الخالصة والمعادن المطلية والألمنيوم والكروم والروديوم. والكأس نفسه مطلي بطلاء الذهب.
بحسب الفيفا فإن التصميم يُظهر 6 أعمدة منحنية تشير للأندية الستة من قاراتهم الستة وعمود سابع منفصل عنهم، يشير للنادي الفائز بالبطولة. تحمل هذه الأعمدة الكرة الأرضية في شكل كرة قدم، وهذا شيء مألوف بين جميع كؤوس مسابقات الفيفا تقريباً. الأعمدة الرشيقة المنحنية والقوة الكامنة في الكأس ترفع ميزات الرشاقة لدى اللاعبين وتوضح مدى الحاجة للقوة للفوز بكأس العالم للأندية. طُبع على قاعدة الكأس عبارة «كأس العالم للأندية».

## الجوائز

شارة أبطال الفيفا لأبطال كأس العالم للأندية

بعد انتهاء كل بطولة من بطولات كأس العالم للأندية، تُقدم جوائز للاعبين والفرق المشاركة في البطولة لإنجازاتهم في البطولة إضافة لمركزهم النهائي في البطولة. حالياً هناك أربع جوائز يتم تقديمها:
- الكرة الذهبية: تُقدم لأفضل لاعب في البطولة ويتم تحديده عن طريق التصويت، بينما تُقدم الكرة الفضية لثاني أفضل لاعب، والكرة البرونزية لثالث أفضل لاعب.[86]
- الحذاء الذهبي: يقدم لأكثر لاعب يسجل في البطولة، ويقدم الحذاء الفضي والبرونزي لثاني وثالث أكثر لاعب يسجل في البطولة.[86]
- كأس الفيفا للعب النظيف: يُقدم للنادي الذي أحرز أعلى نتيجة في اللعب النظيف، حسب نظام النقاط والمعايير التي وضعتها لجنة الفيفا للعب النظيف.[86]
- كأس أفضل لاعب في النهائي: يُقدم لأفضل أداء للاعب في المباراة النهائية لكل بطولة. وقد قُدم أول مرة في 2005. ويُهدى أفضل لاعب في النهائي أيضاً سيارة من تويوتا الراعية الرسمية لكأس العالم للأندية.[86]
- شارة أبطال الفيفا: يُمنح الفريق الفائز بالبطولة شارة أبطال الفيفا تيمنا بفوز النادي بكأس العالم للأندية. تظهر في الشارة صورة الكأس ويمكن للنادي وضعها على الزي الرسمي للفريق حتى يأخذ البطولة بطل جديد. في البداية كان يُسمح للأبطال السابقين الأربعة وضع الشارة حتى نهائي 2008 حيث مُنح مانشستر يونايتد الحق لوضع الشارة وحده والنوادي التي بعده.[87]

وبالطبع كل لاعب من الفريق الفائز والوصيف والمركز الثالث سيسلم ميدالية ذهبية وفضية وبرونزية.

## الجوائز المالية
| البطل         | 5 ملايين $      |
| الوصيف        | 4 ملايين $      |
| المركز الثالث | 2.5 مليون $     |
| المركز الرابع | مليونا $        |
| المركز الخامس | 1.5 مليون $     |
| المركز السادس | مليون $         |
| المركز السابع | 0.5 نصف مليون $ |

كانت بطولة كأس العالم للأندية 2000 هي النسخة الافتتاحية للبطولة، وقد خصصت 28 مليون دولار للمشاركين فيها. تأخذ الأندية التي تنهي المسابقة في المركز الخامس إلى الثامن مبلغ 2.5 مليون دولار، ويأخذ النادي الذي ينهي المسابقة في المركز الرابع 3 ملايين دولار بينما يأخذ الذي ينهي في المركز الثالث 4 ملايين دولار. أما عن الوصيف فيأخذ 5 ملايين دولار، والبطل يأخذ 6 ملايين دولار.
مع تجدد البطولة في 2005، شوهدت جوائز مالية مختلفة في كأس العالم للأندية 2005 عن البطولة السابقة. المبلغ الإجمالي للجوائز هو 16 مليون دولار، تم تقسيمها على المشاركين كالتالي: يأخذ البطل 5 ملايين دولار والوصيف 4 ملايين دولار، والذي ينهي في المركز الثالث 2.5 مليون دولار، بينما الذي ينهي المسابقة في المركز الرابع يحصل على مليونَي دولار والخامس 1.5 مليون دولار.والذي ينهي المسابقة في المركز السادس يأخذ مليون دولار فقط.

في بطولة 2007 أضيفت مباراة فاصلة بين بطل أوقيانوسيا وبطل دوري الدولة المستضيفة للتأهل للربع نهائي، أضيفت لزيادة فائدة المستضيف في البطولة. أيضاً مباراة المركز الخامس في بطولة 2008 حثت على زيادة الجوائز المالية ب500000 دولار ليصبح مجموع الجوائز المالية 16.5 مليون دولار

## الرعاية

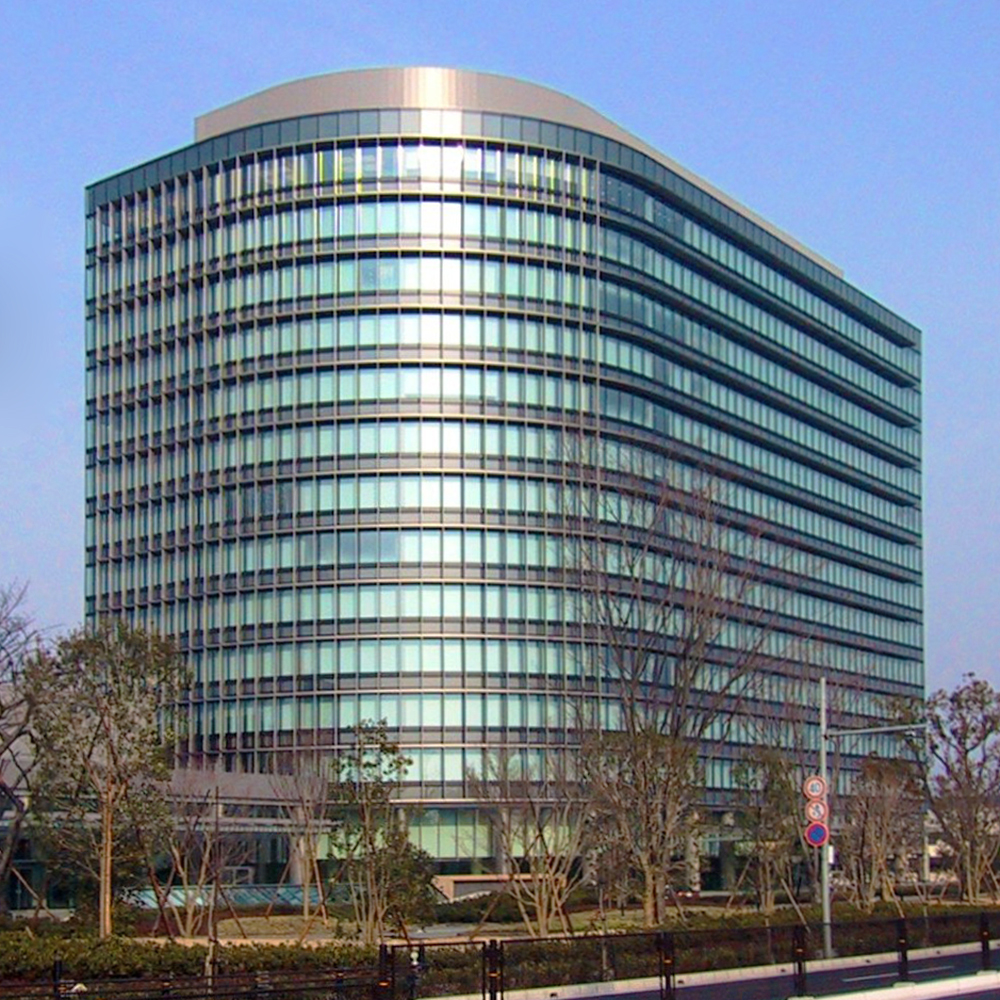
شركة تويوتا موتور، الراعي الرسمي لكأس العالم للأندية.

مثل كأس العالم، ترعى كأسَ العالم للأندية شركات متعددة الجنسيات. تويوتا –وهي شركة يابانية متعددة الجنسيات صانعة للمركبات مقرها في تويوتا، آيتشي– هي الشريكة الرئيسية لكأس العالم للأندية. ولأن تويوتا صانعة سيارات والراعية الأساسية لكأس العالم للأندية، فإن مركز هيونداي كيا كشريكة للفيفا ليس فعال مع احترامهم للبطولة. شركاء الفيفا الخمسة الآخرون تحتفظ بكامل حقوق الرعاية وهم: أديداس، كوكا كولا، طيران الإمارات، سوني، فيزا. كان لدى النسخة الأولى من البطولة ستة راعين وهم: فوجي فيلم، هيونداي، جيه في سي، ماكدونالدز، بودوايزر، ماستركارد. يمكن للنوادي أن تصمم زياً مع إعلانات حتى إن كانت هذه الإعلانات تخالف الفيفا بشرط أن يكون لكل زي نادي إعلان واحد فقط بالإضافة إلى وضع شعار صانع الطقم.
الراعون الرسميون الحاليون للبطولة هم:
| - أدريناس - أديداس - كوكا كولا - كوكا كولا زيرو - طيران الإمارات - فيفا - موقع الفيفا - كرة القدم للأمل - شركة جي تي بي | - لاوسون - كوماتسو - ماكيتا - مينافي - ريغوس - سوني - فيزا - جريدة يوميوري |

| السنة | الراعون              | الراعون              | الراعون              | الراعون              | الراعون              | الراعون              | الراعون              | الراعون              | الراعون              | الراعون              | الراعون              | الراعون              | الراعون              | الراعون              | الراعون              | الراعون              | الراعون              | الراعون              | الراعون              | الراعون              | الراعون              | الراعون              | الراعون              | الراعون              | الراعون              | الراعون              | الراعون              | الراعون              | الراعون              | الراعون              | الراعون              | الراعون              | الراعون              | الراعون              | الراعون              | الراعون              | الراعون              | الراعون              | الراعون              | الراعون              | الراعون              | الراعون              | الراعون              | الراعون              | الراعون              | الراعون              | الراعون              | الراعون              | الراعون              | الراعون              | الراعون              | الراعون              | الراعون              | الراعون              | الراعون              | الراعون              | الراعون              | الراعون              | الراعون              | الراعون              | الراعون              | الراعون              | الراعون              | الراعون              | الراعون              | الراعون              | الراعون              | الراعون              | الراعون              | الراعون              | الراعون              | الراعون              | الراعون              | الراعون              | الراعون              | الراعون              | الراعون              | الراعون              | الراعون              | الراعون              | الراعون              | الراعون              | الراعون              | الراعون              | الراعون              | الراعون              | الراعون              | الراعون              | الراعون              | الراعون              | الراعون              | الراعون              | الراعون              | الراعون              | الراعون              | الراعون              | الراعون              | الراعون              | الراعون              | الراعون              | الراعون              | الراعون              | الراعون              | الراعون              | الراعون              | الراعون              | الراعون              | الراعون              | الراعون              | الراعون              | الراعون              | الراعون              | الراعون              | الراعون              | الراعون              | الراعون              | الراعون              | الراعون              | الراعون              | الراعون              | الراعون              | الراعون              | الراعون              | الراعون              | الراعون              | الراعون              | الراعون             | الراعون             | الراعون             | الراعون             | الراعون             | الراعون             | الراعون             | الراعون             | الراعون             | الراعون             | الراعون             | الراعون             | الراعون             | الراعون             | الراعون             | الراعون             | الراعون             | الراعون             | الراعون             | الراعون             | الراعون             | الراعون             | الراعون             | الراعون             | الراعون             | الراعون             | الراعون             | الراعون             | الراعون             | الراعون             | الراعون             | الراعون             | الراعون             | الراعون             | الراعون             | الراعون             | الراعون             | الراعون             | الراعون             | الراعون             | الراعون             | الراعون             | الراعون             | الراعون             | الراعون             | الراعون             | الراعون             | الراعون             | الراعون             | الراعون             | الراعون             | الراعون             | الراعون             | الراعون             | الراعون             | الراعون             | الراعون             | الراعون             | الراعون             | الراعون             | الراعون             | الراعون             | الراعون             | الراعون             | الراعون             | الراعون             | الراعون             | الراعون             | الراعون             | الراعون             | الراعون             | الراعون             | الراعون             | الراعون             | الراعون             | الراعون             | الراعون             | الراعون             | الراعون             | الراعون             | الراعون             | الراعون             | الراعون             | الراعون             | الراعون             | الراعون             | الراعون             | الراعون             | الراعون             | الراعون             | الراعون             | الراعون             | الراعون             | الراعون             | الراعون             | الراعون             | الراعون             | الراعون             | الراعون             | الراعون             | الراعون             | الراعون             | الراعون             | الراعون             | الراعون             | الراعون             | الراعون             | الراعون             | الراعون             | الراعون             | الراعون             | الراعون             | الراعون             | الراعون             | الراعون             | الراعون             | الراعون             | الراعون             | الراعون             | الراعون             | الراعون             | الراعون             | الراعون             | الراعون             | الراعون             | الراعون             | الراعون                  | الراعون                  | الراعون                  | الراعون                  | الراعون                  | الراعون                  | الراعون                  | الراعون                  | الراعون                  | الراعون                  | الراعون                  | الراعون                  | الراعون                  | الراعون                  | الراعون                  | الراعون                  | الراعون                  | الراعون                  | الراعون                  | الراعون                  | الراعون                  | الراعون                  | الراعون                  | الراعون                  | الراعون                  | الراعون                  | الراعون                  | الراعون                  | الراعون                  | الراعون                  | الراعون                  | الراعون                  | الراعون                  | الراعون                  | الراعون                  | الراعون                  | الراعون                  | الراعون                  | الراعون                  | الراعون                  | الراعون                  | الراعون                  | الراعون                  | الراعون                  | الراعون                  | الراعون                  | الراعون                  | الراعون                  | الراعون                  | الراعون                  | الراعون                  | الراعون                  | الراعون                  | الراعون                  | الراعون                  | الراعون                  | الراعون                  | الراعون                  | الراعون                  | الراعون                  | الراعون                  | الراعون                  | الراعون                  | الراعون                  | الراعون                  | الراعون                  | الراعون                  | الراعون                  | الراعون                  | الراعون                  | الراعون                  | الراعون                  | الراعون                  | الراعون                  | الراعون                  | الراعون                  | الراعون                  | الراعون                  | الراعون                  | الراعون                  | الراعون                  | الراعون                  | الراعون                  | الراعون                  | الراعون                  | الراعون                  | الراعون                  | الراعون                  | الراعون                  | الراعون                  | الراعون                  | الراعون                  | الراعون                  | الراعون                  | الراعون                  | الراعون                  | الراعون                  | الراعون                  | الراعون                  | الراعون                  | الراعون                  | الراعون                  | الراعون                  | الراعون                  | الراعون                  | الراعون                  | الراعون                  | الراعون                  | الراعون                  | الراعون                  | الراعون                  | الراعون                  | الراعون                  | الراعون                  | الراعون                  | الراعون                  | الراعون                  | الراعون                  | الراعون                  | الراعون                  | الراعون                  | الراعون                  | الراعون                  | الراعون                  | الراعون                  | الراعون                  | الراعون             | الراعون             | الراعون             | الراعون             | الراعون             | الراعون             | الراعون             | الراعون             | الراعون             | الراعون             | الراعون             | الراعون             | الراعون             | الراعون             | الراعون             | الراعون             | الراعون             | الراعون             | الراعون             | الراعون             | الراعون             | الراعون             | الراعون             | الراعون             | الراعون             | الراعون             | الراعون             | الراعون             | الراعون             | الراعون             | الراعون             | الراعون             | الراعون             | الراعون             | الراعون             | الراعون             | الراعون             | الراعون             | الراعون             | الراعون             | الراعون             | الراعون             | الراعون             | الراعون             | الراعون             | الراعون             | الراعون             | الراعون             | الراعون             | الراعون             | الراعون             | الراعون             | الراعون             | الراعون             | الراعون             | الراعون             | الراعون             | الراعون             | الراعون             | الراعون             | الراعون             | الراعون             | الراعون             | الراعون             | الراعون             | الراعون             | الراعون             | الراعون             | الراعون             | الراعون             | الراعون             | الراعون             | الراعون             | الراعون             | الراعون             | الراعون             | الراعون             | الراعون             | الراعون             | الراعون             | الراعون             | الراعون             | الراعون             | الراعون             | الراعون             | الراعون             | الراعون             | الراعون             | الراعون             | الراعون             | الراعون             | الراعون             | الراعون             | الراعون             | الراعون             | الراعون             | الراعون             | الراعون             | الراعون             | الراعون             | الراعون             | الراعون             | الراعون             | الراعون             | الراعون             | الراعون             | الراعون             | الراعون             | الراعون             | الراعون             | الراعون             | الراعون             | الراعون             | الراعون             | الراعون             | الراعون             | الراعون             | الراعون             | الراعون             | الراعون             | الراعون             | الراعون             | الراعون             | الراعون             | الراعون             | الراعون             |
| ----- | -------------------- | -------------------- | -------------------- | -------------------- | -------------------- | -------------------- | -------------------- | -------------------- | -------------------- | -------------------- | -------------------- | -------------------- | -------------------- | -------------------- | -------------------- | -------------------- | -------------------- | -------------------- | -------------------- | -------------------- | -------------------- | -------------------- | -------------------- | -------------------- | -------------------- | -------------------- | -------------------- | -------------------- | -------------------- | -------------------- | -------------------- | -------------------- | -------------------- | -------------------- | -------------------- | -------------------- | -------------------- | -------------------- | -------------------- | -------------------- | -------------------- | -------------------- | -------------------- | -------------------- | -------------------- | -------------------- | -------------------- | -------------------- | -------------------- | -------------------- | -------------------- | -------------------- | -------------------- | -------------------- | -------------------- | -------------------- | -------------------- | -------------------- | -------------------- | -------------------- | -------------------- | -------------------- | -------------------- | -------------------- | -------------------- | -------------------- | -------------------- | -------------------- | -------------------- | -------------------- | -------------------- | -------------------- | -------------------- | -------------------- | -------------------- | -------------------- | -------------------- | -------------------- | -------------------- | -------------------- | -------------------- | -------------------- | -------------------- | -------------------- | -------------------- | -------------------- | -------------------- | -------------------- | -------------------- | -------------------- | -------------------- | -------------------- | -------------------- | -------------------- | -------------------- | -------------------- | -------------------- | -------------------- | -------------------- | -------------------- | -------------------- | -------------------- | -------------------- | -------------------- | -------------------- | -------------------- | -------------------- | -------------------- | -------------------- | -------------------- | -------------------- | -------------------- | -------------------- | -------------------- | -------------------- | -------------------- | -------------------- | -------------------- | -------------------- | -------------------- | -------------------- | -------------------- | -------------------- | -------------------- | -------------------- | -------------------- | ------------------- | ------------------- | ------------------- | ------------------- | ------------------- | ------------------- | ------------------- | ------------------- | ------------------- | ------------------- | ------------------- | ------------------- | ------------------- | ------------------- | ------------------- | ------------------- | ------------------- | ------------------- | ------------------- | ------------------- | ------------------- | ------------------- | ------------------- | ------------------- | ------------------- | ------------------- | ------------------- | ------------------- | ------------------- | ------------------- | ------------------- | ------------------- | ------------------- | ------------------- | ------------------- | ------------------- | ------------------- | ------------------- | ------------------- | ------------------- | ------------------- | ------------------- | ------------------- | ------------------- | ------------------- | ------------------- | ------------------- | ------------------- | ------------------- | ------------------- | ------------------- | ------------------- | ------------------- | ------------------- | ------------------- | ------------------- | ------------------- | ------------------- | ------------------- | ------------------- | ------------------- | ------------------- | ------------------- | ------------------- | ------------------- | ------------------- | ------------------- | ------------------- | ------------------- | ------------------- | ------------------- | ------------------- | ------------------- | ------------------- | ------------------- | ------------------- | ------------------- | ------------------- | ------------------- | ------------------- | ------------------- | ------------------- | ------------------- | ------------------- | ------------------- | ------------------- | ------------------- | ------------------- | ------------------- | ------------------- | ------------------- | ------------------- | ------------------- | ------------------- | ------------------- | ------------------- | ------------------- | ------------------- | ------------------- | ------------------- | ------------------- | ------------------- | ------------------- | ------------------- | ------------------- | ------------------- | ------------------- | ------------------- | ------------------- | ------------------- | ------------------- | ------------------- | ------------------- | ------------------- | ------------------- | ------------------- | ------------------- | ------------------- | ------------------- | ------------------- | ------------------- | ------------------- | ------------------- | ------------------- | ------------------- | ------------------- | ------------------------ | ------------------------ | ------------------------ | ------------------------ | ------------------------ | ------------------------ | ------------------------ | ------------------------ | ------------------------ | ------------------------ | ------------------------ | ------------------------ | ------------------------ | ------------------------ | ------------------------ | ------------------------ | ------------------------ | ------------------------ | ------------------------ | ------------------------ | ------------------------ | ------------------------ | ------------------------ | ------------------------ | ------------------------ | ------------------------ | ------------------------ | ------------------------ | ------------------------ | ------------------------ | ------------------------ | ------------------------ | ------------------------ | ------------------------ | ------------------------ | ------------------------ | ------------------------ | ------------------------ | ------------------------ | ------------------------ | ------------------------ | ------------------------ | ------------------------ | ------------------------ | ------------------------ | ------------------------ | ------------------------ | ------------------------ | ------------------------ | ------------------------ | ------------------------ | ------------------------ | ------------------------ | ------------------------ | ------------------------ | ------------------------ | ------------------------ | ------------------------ | ------------------------ | ------------------------ | ------------------------ | ------------------------ | ------------------------ | ------------------------ | ------------------------ | ------------------------ | ------------------------ | ------------------------ | ------------------------ | ------------------------ | ------------------------ | ------------------------ | ------------------------ | ------------------------ | ------------------------ | ------------------------ | ------------------------ | ------------------------ | ------------------------ | ------------------------ | ------------------------ | ------------------------ | ------------------------ | ------------------------ | ------------------------ | ------------------------ | ------------------------ | ------------------------ | ------------------------ | ------------------------ | ------------------------ | ------------------------ | ------------------------ | ------------------------ | ------------------------ | ------------------------ | ------------------------ | ------------------------ | ------------------------ | ------------------------ | ------------------------ | ------------------------ | ------------------------ | ------------------------ | ------------------------ | ------------------------ | ------------------------ | ------------------------ | ------------------------ | ------------------------ | ------------------------ | ------------------------ | ------------------------ | ------------------------ | ------------------------ | ------------------------ | ------------------------ | ------------------------ | ------------------------ | ------------------------ | ------------------------ | ------------------------ | ------------------------ | ------------------------ | ------------------------ | ------------------------ | ------------------- | ------------------- | ------------------- | ------------------- | ------------------- | ------------------- | ------------------- | ------------------- | ------------------- | ------------------- | ------------------- | ------------------- | ------------------- | ------------------- | ------------------- | ------------------- | ------------------- | ------------------- | ------------------- | ------------------- | ------------------- | ------------------- | ------------------- | ------------------- | ------------------- | ------------------- | ------------------- | ------------------- | ------------------- | ------------------- | ------------------- | ------------------- | ------------------- | ------------------- | ------------------- | ------------------- | ------------------- | ------------------- | ------------------- | ------------------- | ------------------- | ------------------- | ------------------- | ------------------- | ------------------- | ------------------- | ------------------- | ------------------- | ------------------- | ------------------- | ------------------- | ------------------- | ------------------- | ------------------- | ------------------- | ------------------- | ------------------- | ------------------- | ------------------- | ------------------- | ------------------- | ------------------- | ------------------- | ------------------- | ------------------- | ------------------- | ------------------- | ------------------- | ------------------- | ------------------- | ------------------- | ------------------- | ------------------- | ------------------- | ------------------- | ------------------- | ------------------- | ------------------- | ------------------- | ------------------- | ------------------- | ------------------- | ------------------- | ------------------- | ------------------- | ------------------- | ------------------- | ------------------- | ------------------- | ------------------- | ------------------- | ------------------- | ------------------- | ------------------- | ------------------- | ------------------- | ------------------- | ------------------- | ------------------- | ------------------- | ------------------- | ------------------- | ------------------- | ------------------- | ------------------- | ------------------- | ------------------- | ------------------- | ------------------- | ------------------- | ------------------- | ------------------- | ------------------- | ------------------- | ------------------- | ------------------- | ------------------- | ------------------- | ------------------- | ------------------- | ------------------- | ------------------- | ------------------- | ------------------- | ------------------- | ------------------- |
| 2000  | فوجي فيلم            | فوجي فيلم            | فوجي فيلم            | فوجي فيلم            | فوجي فيلم            | فوجي فيلم            | فوجي فيلم            | فوجي فيلم            | فوجي فيلم            | فوجي فيلم            | فوجي فيلم            | فوجي فيلم            | فوجي فيلم            | فوجي فيلم            | فوجي فيلم            | فوجي فيلم            | فوجي فيلم            | فوجي فيلم            | فوجي فيلم            | فوجي فيلم            | فوجي فيلم            | فوجي فيلم            | فوجي فيلم            | فوجي فيلم            | فوجي فيلم            | فوجي فيلم            | فوجي فيلم            | فوجي فيلم            | فوجي فيلم            | فوجي فيلم            | فوجي فيلم            | فوجي فيلم            | فوجي فيلم            | فوجي فيلم            | فوجي فيلم            | فوجي فيلم            | فوجي فيلم            | فوجي فيلم            | فوجي فيلم            | فوجي فيلم            | فوجي فيلم            | فوجي فيلم            | فوجي فيلم            | فوجي فيلم            | فوجي فيلم            | فوجي فيلم            | فوجي فيلم            | فوجي فيلم            | فوجي فيلم            | فوجي فيلم            | فوجي فيلم            | فوجي فيلم            | فوجي فيلم            | فوجي فيلم            | فوجي فيلم            | فوجي فيلم            | فوجي فيلم            | فوجي فيلم            | فوجي فيلم            | فوجي فيلم            | فوجي فيلم            | فوجي فيلم            | فوجي فيلم            | فوجي فيلم            | فوجي فيلم            | فوجي فيلم            | فوجي فيلم            | فوجي فيلم            | فوجي فيلم            | فوجي فيلم            | فوجي فيلم            | فوجي فيلم            | فوجي فيلم            | فوجي فيلم            | فوجي فيلم            | فوجي فيلم            | فوجي فيلم            | فوجي فيلم            | فوجي فيلم            | فوجي فيلم            | فوجي فيلم            | فوجي فيلم            | فوجي فيلم            | فوجي فيلم            | هيونداي              | هيونداي              | هيونداي              | هيونداي              | هيونداي              | هيونداي              | هيونداي              | هيونداي              | هيونداي              | هيونداي              | هيونداي              | هيونداي              | هيونداي              | هيونداي              | هيونداي              | هيونداي              | هيونداي              | هيونداي              | هيونداي              | هيونداي              | هيونداي              | هيونداي              | هيونداي              | هيونداي              | هيونداي              | هيونداي              | هيونداي              | هيونداي              | هيونداي              | هيونداي              | هيونداي              | هيونداي              | هيونداي              | هيونداي              | هيونداي              | هيونداي              | هيونداي              | هيونداي              | هيونداي              | هيونداي              | هيونداي              | هيونداي              | هيونداي             | هيونداي             | هيونداي             | هيونداي             | هيونداي             | هيونداي             | هيونداي             | هيونداي             | هيونداي             | هيونداي             | هيونداي             | هيونداي             | هيونداي             | هيونداي             | هيونداي             | هيونداي             | هيونداي             | هيونداي             | هيونداي             | هيونداي             | هيونداي             | هيونداي             | هيونداي             | هيونداي             | هيونداي             | هيونداي             | هيونداي             | هيونداي             | هيونداي             | هيونداي             | هيونداي             | هيونداي             | هيونداي             | هيونداي             | هيونداي             | هيونداي             | هيونداي             | هيونداي             | هيونداي             | هيونداي             | هيونداي             | هيونداي             | جيه في سي           | جيه في سي           | جيه في سي           | جيه في سي           | جيه في سي           | جيه في سي           | جيه في سي           | جيه في سي           | جيه في سي           | جيه في سي           | جيه في سي           | جيه في سي           | جيه في سي           | جيه في سي           | جيه في سي           | جيه في سي           | جيه في سي           | جيه في سي           | جيه في سي           | جيه في سي           | جيه في سي           | جيه في سي           | جيه في سي           | جيه في سي           | جيه في سي           | جيه في سي           | جيه في سي           | جيه في سي           | جيه في سي           | جيه في سي           | جيه في سي           | جيه في سي           | جيه في سي           | جيه في سي           | جيه في سي           | جيه في سي           | جيه في سي           | جيه في سي           | جيه في سي           | جيه في سي           | جيه في سي           | جيه في سي           | جيه في سي           | جيه في سي           | جيه في سي           | جيه في سي           | جيه في سي           | جيه في سي           | جيه في سي           | جيه في سي           | جيه في سي           | جيه في سي           | جيه في سي           | جيه في سي           | جيه في سي           | جيه في سي           | جيه في سي           | جيه في سي           | جيه في سي           | جيه في سي           | جيه في سي           | جيه في سي           | جيه في سي           | جيه في سي           | جيه في سي           | جيه في سي           | جيه في سي           | جيه في سي           | جيه في سي           | جيه في سي           | جيه في سي           | جيه في سي           | جيه في سي           | جيه في سي           | جيه في سي           | جيه في سي           | جيه في سي           | جيه في سي           | جيه في سي           | جيه في سي           | جيه في سي           | جيه في سي           | جيه في سي           | جيه في سي           | ماكدونالدز               | ماكدونالدز               | ماكدونالدز               | ماكدونالدز               | ماكدونالدز               | ماكدونالدز               | ماكدونالدز               | ماكدونالدز               | ماكدونالدز               | ماكدونالدز               | ماكدونالدز               | ماكدونالدز               | ماكدونالدز               | ماكدونالدز               | ماكدونالدز               | ماكدونالدز               | ماكدونالدز               | ماكدونالدز               | ماكدونالدز               | ماكدونالدز               | ماكدونالدز               | ماكدونالدز               | ماكدونالدز               | ماكدونالدز               | ماكدونالدز               | ماكدونالدز               | ماكدونالدز               | ماكدونالدز               | ماكدونالدز               | ماكدونالدز               | ماكدونالدز               | ماكدونالدز               | ماكدونالدز               | ماكدونالدز               | ماكدونالدز               | ماكدونالدز               | ماكدونالدز               | ماكدونالدز               | ماكدونالدز               | ماكدونالدز               | ماكدونالدز               | ماكدونالدز               | ماكدونالدز               | ماكدونالدز               | ماكدونالدز               | ماكدونالدز               | ماكدونالدز               | ماكدونالدز               | ماكدونالدز               | ماكدونالدز               | ماكدونالدز               | ماكدونالدز               | ماكدونالدز               | ماكدونالدز               | ماكدونالدز               | ماكدونالدز               | ماكدونالدز               | ماكدونالدز               | ماكدونالدز               | ماكدونالدز               | ماكدونالدز               | ماكدونالدز               | ماكدونالدز               | ماكدونالدز               | ماكدونالدز               | ماكدونالدز               | ماكدونالدز               | ماكدونالدز               | ماكدونالدز               | ماكدونالدز               | ماكدونالدز               | ماكدونالدز               | ماكدونالدز               | ماكدونالدز               | ماكدونالدز               | ماكدونالدز               | ماكدونالدز               | ماكدونالدز               | ماكدونالدز               | ماكدونالدز               | ماكدونالدز               | ماكدونالدز               | ماكدونالدز               | ماكدونالدز               | بودوايزر                 | بودوايزر                 | بودوايزر                 | بودوايزر                 | بودوايزر                 | بودوايزر                 | بودوايزر                 | بودوايزر                 | بودوايزر                 | بودوايزر                 | بودوايزر                 | بودوايزر                 | بودوايزر                 | بودوايزر                 | بودوايزر                 | بودوايزر                 | بودوايزر                 | بودوايزر                 | بودوايزر                 | بودوايزر                 | بودوايزر                 | بودوايزر                 | بودوايزر                 | بودوايزر                 | بودوايزر                 | بودوايزر                 | بودوايزر                 | بودوايزر                 | بودوايزر                 | بودوايزر                 | بودوايزر                 | بودوايزر                 | بودوايزر                 | بودوايزر                 | بودوايزر                 | بودوايزر                 | بودوايزر                 | بودوايزر                 | بودوايزر                 | بودوايزر                 | بودوايزر                 | بودوايزر                 | بودوايزر            | بودوايزر            | بودوايزر            | بودوايزر            | بودوايزر            | بودوايزر            | بودوايزر            | بودوايزر            | بودوايزر            | بودوايزر            | بودوايزر            | بودوايزر            | بودوايزر            | بودوايزر            | بودوايزر            | بودوايزر            | بودوايزر            | بودوايزر            | بودوايزر            | بودوايزر            | بودوايزر            | بودوايزر            | بودوايزر            | بودوايزر            | بودوايزر            | بودوايزر            | بودوايزر            | بودوايزر            | بودوايزر            | بودوايزر            | بودوايزر            | بودوايزر            | بودوايزر            | بودوايزر            | بودوايزر            | بودوايزر            | بودوايزر            | بودوايزر            | بودوايزر            | بودوايزر            | بودوايزر            | بودوايزر            | ماستر كارد          | ماستر كارد          | ماستر كارد          | ماستر كارد          | ماستر كارد          | ماستر كارد          | ماستر كارد          | ماستر كارد          | ماستر كارد          | ماستر كارد          | ماستر كارد          | ماستر كارد          | ماستر كارد          | ماستر كارد          | ماستر كارد          | ماستر كارد          | ماستر كارد          | ماستر كارد          | ماستر كارد          | ماستر كارد          | ماستر كارد          | ماستر كارد          | ماستر كارد          | ماستر كارد          | ماستر كارد          | ماستر كارد          | ماستر كارد          | ماستر كارد          | ماستر كارد          | ماستر كارد          | ماستر كارد          | ماستر كارد          | ماستر كارد          | ماستر كارد          | ماستر كارد          | ماستر كارد          | ماستر كارد          | ماستر كارد          | ماستر كارد          | ماستر كارد          | ماستر كارد          | ماستر كارد          | ماستر كارد          | ماستر كارد          | ماستر كارد          | ماستر كارد          | ماستر كارد          | ماستر كارد          | ماستر كارد          | ماستر كارد          | ماستر كارد          | ماستر كارد          | ماستر كارد          | ماستر كارد          | ماستر كارد          | ماستر كارد          | ماستر كارد          | ماستر كارد          | ماستر كارد          | ماستر كارد          | ماستر كارد          | ماستر كارد          | ماستر كارد          | ماستر كارد          | ماستر كارد          | ماستر كارد          | ماستر كارد          | ماستر كارد          | ماستر كارد          | ماستر كارد          | ماستر كارد          | ماستر كارد          | ماستر كارد          | ماستر كارد          | ماستر كارد          | ماستر كارد          | ماستر كارد          | ماستر كارد          | ماستر كارد          | ماستر كارد          | ماستر كارد          | ماستر كارد          | ماستر كارد          | ماستر كارد          |
| 2005  | جي تي بي             | جي تي بي             | جي تي بي             | جي تي بي             | جي تي بي             | جي تي بي             | جي تي بي             | جي تي بي             | جي تي بي             | جي تي بي             | جي تي بي             | جي تي بي             | جي تي بي             | جي تي بي             | جي تي بي             | جي تي بي             | جي تي بي             | جي تي بي             | جي تي بي             | جي تي بي             | جي تي بي             | جي تي بي             | جي تي بي             | جي تي بي             | جي تي بي             | جي تي بي             | جي تي بي             | جي تي بي             | جي تي بي             | جي تي بي             | جي تي بي             | جي تي بي             | جي تي بي             | جي تي بي             | جي تي بي             | جي تي بي             | جي تي بي             | جي تي بي             | جي تي بي             | جي تي بي             | جي تي بي             | جي تي بي             | جي تي بي             | جي تي بي             | جي تي بي             | جي تي بي             | جي تي بي             | جي تي بي             | جي تي بي             | جي تي بي             | جي تي بي             | جي تي بي             | جي تي بي             | جي تي بي             | جي تي بي             | جي تي بي             | نيكون                | نيكون                | نيكون                | نيكون                | نيكون                | نيكون                | نيكون                | نيكون                | نيكون                | نيكون                | نيكون                | نيكون                | نيكون                | نيكون                | نيكون                | نيكون                | نيكون                | نيكون                | نيكون                | نيكون                | نيكون                | نيكون                | نيكون                | نيكون                | نيكون                | نيكون                | نيكون                | نيكون                | نيكون                | نيكون                | نيكون                | نيكون                | نيكون                | نيكون                | نيكون                | نيكون                | نيكون                | نيكون                | نيكون                | نيكون                | نيكون                | نيكون                | نيكون                | نيكون                | نيكون                | نيكون                | نيكون                | نيكون                | نيكون                | نيكون                | نيكون                | نيكون                | نيكون                | نيكون                | نيكون                | نيكون                | بيا                  | بيا                  | بيا                  | بيا                  | بيا                  | بيا                  | بيا                  | بيا                  | بيا                  | بيا                  | بيا                  | بيا                  | بيا                  | بيا                  | بيا                 | بيا                 | بيا                 | بيا                 | بيا                 | بيا                 | بيا                 | بيا                 | بيا                 | بيا                 | بيا                 | بيا                 | بيا                 | بيا                 | بيا                 | بيا                 | بيا                 | بيا                 | بيا                 | بيا                 | بيا                 | بيا                 | بيا                 | بيا                 | بيا                 | بيا                 | بيا                 | بيا                 | بيا                 | بيا                 | بيا                 | بيا                 | بيا                 | بيا                 | بيا                 | بيا                 | بيا                 | بيا                 | بيا                 | بيا                 | بيا                 | بيا                 | مايكروسوفت          | مايكروسوفت          | مايكروسوفت          | مايكروسوفت          | مايكروسوفت          | مايكروسوفت          | مايكروسوفت          | مايكروسوفت          | مايكروسوفت          | مايكروسوفت          | مايكروسوفت          | مايكروسوفت          | مايكروسوفت          | مايكروسوفت          | مايكروسوفت          | مايكروسوفت          | مايكروسوفت          | مايكروسوفت          | مايكروسوفت          | مايكروسوفت          | مايكروسوفت          | مايكروسوفت          | مايكروسوفت          | مايكروسوفت          | مايكروسوفت          | مايكروسوفت          | مايكروسوفت          | مايكروسوفت          | مايكروسوفت          | مايكروسوفت          | مايكروسوفت          | مايكروسوفت          | مايكروسوفت          | مايكروسوفت          | مايكروسوفت          | مايكروسوفت          | مايكروسوفت          | مايكروسوفت          | مايكروسوفت          | مايكروسوفت          | مايكروسوفت          | مايكروسوفت          | مايكروسوفت          | مايكروسوفت          | مايكروسوفت          | مايكروسوفت          | مايكروسوفت          | مايكروسوفت          | مايكروسوفت          | مايكروسوفت          | مايكروسوفت          | مايكروسوفت          | مايكروسوفت          | مايكروسوفت          | مايكروسوفت          | مايكروسوفت          | بايونير             | بايونير             | بايونير             | بايونير             | بايونير             | بايونير             | بايونير             | بايونير             | بايونير             | بايونير             | بايونير             | بايونير             | بايونير             | بايونير             | بايونير             | بايونير             | بايونير             | بايونير             | بايونير             | بايونير             | بايونير             | بايونير             | بايونير             | بايونير             | بايونير             | بايونير             | بايونير             | بايونير             | بايونير                  | بايونير                  | بايونير                  | بايونير                  | بايونير                  | بايونير                  | بايونير                  | بايونير                  | بايونير                  | بايونير                  | بايونير                  | بايونير                  | بايونير                  | بايونير                  | بايونير                  | بايونير                  | بايونير                  | بايونير                  | بايونير                  | بايونير                  | بايونير                  | بايونير                  | بايونير                  | بايونير                  | بايونير                  | بايونير                  | بايونير                  | بايونير                  | روتس                     | روتس                     | روتس                     | روتس                     | روتس                     | روتس                     | روتس                     | روتس                     | روتس                     | روتس                     | روتس                     | روتس                     | روتس                     | روتس                     | روتس                     | روتس                     | روتس                     | روتس                     | روتس                     | روتس                     | روتس                     | روتس                     | روتس                     | روتس                     | روتس                     | روتس                     | روتس                     | روتس                     | روتس                     | روتس                     | روتس                     | روتس                     | روتس                     | روتس                     | روتس                     | روتس                     | روتس                     | روتس                     | روتس                     | روتس                     | روتس                     | روتس                     | روتس                     | روتس                     | روتس                     | روتس                     | روتس                     | روتس                     | روتس                     | روتس                     | روتس                     | روتس                     | روتس                     | روتس                     | روتس                     | روتس                     | كريديت سايسون            | كريديت سايسون            | كريديت سايسون            | كريديت سايسون            | كريديت سايسون            | كريديت سايسون            | كريديت سايسون            | كريديت سايسون            | كريديت سايسون            | كريديت سايسون            | كريديت سايسون            | كريديت سايسون            | كريديت سايسون            | كريديت سايسون            | كريديت سايسون            | كريديت سايسون            | كريديت سايسون            | كريديت سايسون            | كريديت سايسون            | كريديت سايسون            | كريديت سايسون            | كريديت سايسون            | كريديت سايسون            | كريديت سايسون            | كريديت سايسون            | كريديت سايسون            | كريديت سايسون            | كريديت سايسون            | كريديت سايسون            | كريديت سايسون            | كريديت سايسون            | كريديت سايسون            | كريديت سايسون            | كريديت سايسون            | كريديت سايسون            | كريديت سايسون            | كريديت سايسون            | كريديت سايسون            | كريديت سايسون            | كريديت سايسون            | كريديت سايسون            | كريديت سايسون            | كريديت سايسون       | كريديت سايسون       | كريديت سايسون       | كريديت سايسون       | كريديت سايسون       | كريديت سايسون       | كريديت سايسون       | كريديت سايسون       | كريديت سايسون       | كريديت سايسون       | كريديت سايسون       | كريديت سايسون       | كريديت سايسون       | كريديت سايسون       | تيجين               | تيجين               | تيجين               | تيجين               | تيجين               | تيجين               | تيجين               | تيجين               | تيجين               | تيجين               | تيجين               | تيجين               | تيجين               | تيجين               | تيجين               | تيجين               | تيجين               | تيجين               | تيجين               | تيجين               | تيجين               | تيجين               | تيجين               | تيجين               | تيجين               | تيجين               | تيجين               | تيجين               | تيجين               | تيجين               | تيجين               | تيجين               | تيجين               | تيجين               | تيجين               | تيجين               | تيجين               | تيجين               | تيجين               | تيجين               | تيجين               | تيجين               | تيجين               | تيجين               | تيجين               | تيجين               | تيجين               | تيجين               | تيجين               | تيجين               | تيجين               | تيجين               | تيجين               | تيجين               | تيجين               | تيجين               | توشيبا              | توشيبا              | توشيبا              | توشيبا              | توشيبا              | توشيبا              | توشيبا              | توشيبا              | توشيبا              | توشيبا              | توشيبا              | توشيبا              | توشيبا              | توشيبا              | توشيبا              | توشيبا              | توشيبا              | توشيبا              | توشيبا              | توشيبا              | توشيبا              | توشيبا              | توشيبا              | توشيبا              | توشيبا              | توشيبا              | توشيبا              | توشيبا              | توشيبا              | توشيبا              | توشيبا              | توشيبا              | توشيبا              | توشيبا              | توشيبا              | توشيبا              | توشيبا              | توشيبا              | توشيبا              | توشيبا              | توشيبا              | توشيبا              | توشيبا              | توشيبا              | توشيبا              | توشيبا              | توشيبا              | توشيبا              | توشيبا              | توشيبا              | توشيبا              | توشيبا              | توشيبا              | توشيبا              | توشيبا              | توشيبا              |
| 2006  | جي تي بي             | جي تي بي             | جي تي بي             | جي تي بي             | جي تي بي             | جي تي بي             | جي تي بي             | جي تي بي             | جي تي بي             | جي تي بي             | جي تي بي             | جي تي بي             | جي تي بي             | جي تي بي             | جي تي بي             | جي تي بي             | جي تي بي             | جي تي بي             | جي تي بي             | جي تي بي             | جي تي بي             | جي تي بي             | جي تي بي             | جي تي بي             | جي تي بي             | جي تي بي             | جي تي بي             | جي تي بي             | جي تي بي             | جي تي بي             | جي تي بي             | جي تي بي             | جي تي بي             | جي تي بي             | جي تي بي             | جي تي بي             | جي تي بي             | جي تي بي             | جي تي بي             | جي تي بي             | جي تي بي             | جي تي بي             | جي تي بي             | جي تي بي             | جي تي بي             | جي تي بي             | جي تي بي             | جي تي بي             | جي تي بي             | جي تي بي             | جي تي بي             | جي تي بي             | جي تي بي             | جي تي بي             | جي تي بي             | جي تي بي             | Pia                  | Pia                  | Pia                  | Pia                  | Pia                  | Pia                  | Pia                  | Pia                  | Pia                  | Pia                  | Pia                  | Pia                  | Pia                  | Pia                  | Pia                  | Pia                  | Pia                  | Pia                  | Pia                  | Pia                  | Pia                  | Pia                  | Pia                  | Pia                  | Pia                  | Pia                  | Pia                  | Pia                  | Pia                  | Pia                  | Pia                  | Pia                  | Pia                  | Pia                  | Pia                  | Pia                  | Pia                  | Pia                  | Pia                  | Pia                  | Pia                  | Pia                  | Pia                  | Pia                  | Pia                  | Pia                  | Pia                  | Pia                  | Pia                  | Pia                  | Pia                  | Pia                  | Pia                  | Pia                  | Pia                  | Pia                  | جريدة يوميوري        | جريدة يوميوري        | جريدة يوميوري        | جريدة يوميوري        | جريدة يوميوري        | جريدة يوميوري        | جريدة يوميوري        | جريدة يوميوري        | جريدة يوميوري        | جريدة يوميوري        | جريدة يوميوري        | جريدة يوميوري        | جريدة يوميوري        | جريدة يوميوري        | جريدة يوميوري       | جريدة يوميوري       | جريدة يوميوري       | جريدة يوميوري       | جريدة يوميوري       | جريدة يوميوري       | جريدة يوميوري       | جريدة يوميوري       | جريدة يوميوري       | جريدة يوميوري       | جريدة يوميوري       | جريدة يوميوري       | جريدة يوميوري       | جريدة يوميوري       | جريدة يوميوري       | جريدة يوميوري       | جريدة يوميوري       | جريدة يوميوري       | جريدة يوميوري       | جريدة يوميوري       | جريدة يوميوري       | جريدة يوميوري       | جريدة يوميوري       | جريدة يوميوري       | جريدة يوميوري       | جريدة يوميوري       | جريدة يوميوري       | جريدة يوميوري       | جريدة يوميوري       | جريدة يوميوري       | جريدة يوميوري       | جريدة يوميوري       | جريدة يوميوري       | جريدة يوميوري       | جريدة يوميوري       | جريدة يوميوري       | جريدة يوميوري       | جريدة يوميوري       | جريدة يوميوري       | جريدة يوميوري       | جريدة يوميوري       | جريدة يوميوري       | مايكروسوفت          | مايكروسوفت          | مايكروسوفت          | مايكروسوفت          | مايكروسوفت          | مايكروسوفت          | مايكروسوفت          | مايكروسوفت          | مايكروسوفت          | مايكروسوفت          | مايكروسوفت          | مايكروسوفت          | مايكروسوفت          | مايكروسوفت          | مايكروسوفت          | مايكروسوفت          | مايكروسوفت          | مايكروسوفت          | مايكروسوفت          | مايكروسوفت          | مايكروسوفت          | مايكروسوفت          | مايكروسوفت          | مايكروسوفت          | مايكروسوفت          | مايكروسوفت          | مايكروسوفت          | مايكروسوفت          | مايكروسوفت          | مايكروسوفت          | مايكروسوفت          | مايكروسوفت          | مايكروسوفت          | مايكروسوفت          | مايكروسوفت          | مايكروسوفت          | مايكروسوفت          | مايكروسوفت          | مايكروسوفت          | مايكروسوفت          | مايكروسوفت          | مايكروسوفت          | مايكروسوفت          | مايكروسوفت          | مايكروسوفت          | مايكروسوفت          | مايكروسوفت          | مايكروسوفت          | مايكروسوفت          | مايكروسوفت          | مايكروسوفت          | مايكروسوفت          | مايكروسوفت          | مايكروسوفت          | مايكروسوفت          | مايكروسوفت          | روتس                | روتس                | روتس                | روتس                | روتس                | روتس                | روتس                | روتس                | روتس                | روتس                | روتس                | روتس                | روتس                | روتس                | روتس                | روتس                | روتس                | روتس                | روتس                | روتس                | روتس                | روتس                | روتس                | روتس                | روتس                | روتس                | روتس                | روتس                | روتس                     | روتس                     | روتس                     | روتس                     | روتس                     | روتس                     | روتس                     | روتس                     | روتس                     | روتس                     | روتس                     | روتس                     | روتس                     | روتس                     | روتس                     | روتس                     | روتس                     | روتس                     | روتس                     | روتس                     | روتس                     | روتس                     | روتس                     | روتس                     | روتس                     | روتس                     | روتس                     | روتس                     | كريديت سايسون            | كريديت سايسون            | كريديت سايسون            | كريديت سايسون            | كريديت سايسون            | كريديت سايسون            | كريديت سايسون            | كريديت سايسون            | كريديت سايسون            | كريديت سايسون            | كريديت سايسون            | كريديت سايسون            | كريديت سايسون            | كريديت سايسون            | كريديت سايسون            | كريديت سايسون            | كريديت سايسون            | كريديت سايسون            | كريديت سايسون            | كريديت سايسون            | كريديت سايسون            | كريديت سايسون            | كريديت سايسون            | كريديت سايسون            | كريديت سايسون            | كريديت سايسون            | كريديت سايسون            | كريديت سايسون            | كريديت سايسون            | كريديت سايسون            | كريديت سايسون            | كريديت سايسون            | كريديت سايسون            | كريديت سايسون            | كريديت سايسون            | كريديت سايسون            | كريديت سايسون            | كريديت سايسون            | كريديت سايسون            | كريديت سايسون            | كريديت سايسون            | كريديت سايسون            | كريديت سايسون            | كريديت سايسون            | كريديت سايسون            | كريديت سايسون            | كريديت سايسون            | كريديت سايسون            | كريديت سايسون            | كريديت سايسون            | كريديت سايسون            | كريديت سايسون            | كريديت سايسون            | كريديت سايسون            | كريديت سايسون            | كريديت سايسون            | تيجين                    | تيجين                    | تيجين                    | تيجين                    | تيجين                    | تيجين                    | تيجين                    | تيجين                    | تيجين                    | تيجين                    | تيجين                    | تيجين                    | تيجين                    | تيجين                    | تيجين                    | تيجين                    | تيجين                    | تيجين                    | تيجين                    | تيجين                    | تيجين                    | تيجين                    | تيجين                    | تيجين                    | تيجين                    | تيجين                    | تيجين                    | تيجين                    | تيجين                    | تيجين                    | تيجين                    | تيجين                    | تيجين                    | تيجين                    | تيجين                    | تيجين                    | تيجين                    | تيجين                    | تيجين                    | تيجين                    | تيجين                    | تيجين                    | تيجين               | تيجين               | تيجين               | تيجين               | تيجين               | تيجين               | تيجين               | تيجين               | تيجين               | تيجين               | تيجين               | تيجين               | تيجين               | تيجين               | ماكيتا              | ماكيتا              | ماكيتا              | ماكيتا              | ماكيتا              | ماكيتا              | ماكيتا              | ماكيتا              | ماكيتا              | ماكيتا              | ماكيتا              | ماكيتا              | ماكيتا              | ماكيتا              | ماكيتا              | ماكيتا              | ماكيتا              | ماكيتا              | ماكيتا              | ماكيتا              | ماكيتا              | ماكيتا              | ماكيتا              | ماكيتا              | ماكيتا              | ماكيتا              | ماكيتا              | ماكيتا              | ماكيتا              | ماكيتا              | ماكيتا              | ماكيتا              | ماكيتا              | ماكيتا              | ماكيتا              | ماكيتا              | ماكيتا              | ماكيتا              | ماكيتا              | ماكيتا              | ماكيتا              | ماكيتا              | ماكيتا              | ماكيتا              | ماكيتا              | ماكيتا              | ماكيتا              | ماكيتا              | ماكيتا              | ماكيتا              | ماكيتا              | ماكيتا              | ماكيتا              | ماكيتا              | ماكيتا              | ماكيتا              | إيكيوا              | إيكيوا              | إيكيوا              | إيكيوا              | إيكيوا              | إيكيوا              | إيكيوا              | إيكيوا              | إيكيوا              | إيكيوا              | إيكيوا              | إيكيوا              | إيكيوا              | إيكيوا              | إيكيوا              | إيكيوا              | إيكيوا              | إيكيوا              | إيكيوا              | إيكيوا              | إيكيوا              | إيكيوا              | إيكيوا              | إيكيوا              | إيكيوا              | إيكيوا              | إيكيوا              | إيكيوا              | إيكيوا              | إيكيوا              | إيكيوا              | إيكيوا              | إيكيوا              | إيكيوا              | إيكيوا              | إيكيوا              | إيكيوا              | إيكيوا              | إيكيوا              | إيكيوا              | إيكيوا              | إيكيوا              | إيكيوا              | إيكيوا              | إيكيوا              | إيكيوا              | إيكيوا              | إيكيوا              | إيكيوا              | إيكيوا              | إيكيوا              | إيكيوا              | إيكيوا              | إيكيوا              | إيكيوا              | إيكيوا              |
| 2007  | جي تي بي             | جي تي بي             | جي تي بي             | جي تي بي             | جي تي بي             | جي تي بي             | جي تي بي             | جي تي بي             | جي تي بي             | جي تي بي             | جي تي بي             | جي تي بي             | جي تي بي             | جي تي بي             | جي تي بي             | جي تي بي             | جي تي بي             | جي تي بي             | جي تي بي             | جي تي بي             | جي تي بي             | جي تي بي             | جي تي بي             | جي تي بي             | جي تي بي             | جي تي بي             | جي تي بي             | جي تي بي             | جي تي بي             | جي تي بي             | جي تي بي             | جي تي بي             | جي تي بي             | جي تي بي             | جي تي بي             | جي تي بي             | جي تي بي             | جي تي بي             | جي تي بي             | جي تي بي             | جي تي بي             | جي تي بي             | جي تي بي             | جي تي بي             | جي تي بي             | جي تي بي             | جي تي بي             | جي تي بي             | جي تي بي             | جي تي بي             | جي تي بي             | جي تي بي             | جي تي بي             | جي تي بي             | جي تي بي             | جي تي بي             | جي تي بي             | جي تي بي             | جي تي بي             | جي تي بي             | جي تي بي             | جي تي بي             | جي تي بي             | بيا                  | بيا                  | بيا                  | بيا                  | بيا                  | بيا                  | بيا                  | بيا                  | بيا                  | بيا                  | بيا                  | بيا                  | بيا                  | بيا                  | بيا                  | بيا                  | بيا                  | بيا                  | بيا                  | بيا                  | بيا                  | بيا                  | بيا                  | بيا                  | بيا                  | بيا                  | بيا                  | بيا                  | بيا                  | بيا                  | بيا                  | بيا                  | بيا                  | بيا                  | بيا                  | بيا                  | بيا                  | بيا                  | بيا                  | بيا                  | بيا                  | بيا                  | بيا                  | بيا                  | بيا                  | بيا                  | بيا                  | بيا                  | بيا                  | بيا                  | بيا                  | بيا                  | بيا                  | بيا                  | بيا                  | بيا                  | بيا                  | بيا                  | بيا                  | بيا                  | بيا                  | بيا                  | بيا                  | نيكون               | نيكون               | نيكون               | نيكون               | نيكون               | نيكون               | نيكون               | نيكون               | نيكون               | نيكون               | نيكون               | نيكون               | نيكون               | نيكون               | نيكون               | نيكون               | نيكون               | نيكون               | نيكون               | نيكون               | نيكون               | نيكون               | نيكون               | نيكون               | نيكون               | نيكون               | نيكون               | نيكون               | نيكون               | نيكون               | نيكون               | نيكون               | نيكون               | نيكون               | نيكون               | نيكون               | نيكون               | نيكون               | نيكون               | نيكون               | نيكون               | نيكون               | نيكون               | نيكون               | نيكون               | نيكون               | نيكون               | نيكون               | نيكون               | نيكون               | نيكون               | نيكون               | نيكون               | نيكون               | نيكون               | نيكون               | نيكون               | نيكون               | نيكون               | نيكون               | نيكون               | نيكون               | نيكون               | جريدة يوميوري       | جريدة يوميوري       | جريدة يوميوري       | جريدة يوميوري       | جريدة يوميوري       | جريدة يوميوري       | جريدة يوميوري       | جريدة يوميوري       | جريدة يوميوري       | جريدة يوميوري       | جريدة يوميوري       | جريدة يوميوري       | جريدة يوميوري       | جريدة يوميوري       | جريدة يوميوري       | جريدة يوميوري       | جريدة يوميوري       | جريدة يوميوري       | جريدة يوميوري       | جريدة يوميوري       | جريدة يوميوري       | جريدة يوميوري       | جريدة يوميوري       | جريدة يوميوري       | جريدة يوميوري       | جريدة يوميوري       | جريدة يوميوري       | جريدة يوميوري       | جريدة يوميوري       | جريدة يوميوري       | جريدة يوميوري       | جريدة يوميوري       | جريدة يوميوري       | جريدة يوميوري       | جريدة يوميوري       | جريدة يوميوري       | جريدة يوميوري       | جريدة يوميوري       | جريدة يوميوري       | جريدة يوميوري       | جريدة يوميوري       | جريدة يوميوري       | جريدة يوميوري       | جريدة يوميوري       | جريدة يوميوري       | جريدة يوميوري       | جريدة يوميوري       | جريدة يوميوري       | جريدة يوميوري       | جريدة يوميوري       | جريدة يوميوري       | جريدة يوميوري       | جريدة يوميوري       | جريدة يوميوري       | جريدة يوميوري       | جريدة يوميوري       | جريدة يوميوري       | جريدة يوميوري       | جريدة يوميوري       | جريدة يوميوري       | جريدة يوميوري       | جريدة يوميوري       | جريدة يوميوري       | ماكيتا                   | ماكيتا                   | ماكيتا                   | ماكيتا                   | ماكيتا                   | ماكيتا                   | ماكيتا                   | ماكيتا                   | ماكيتا                   | ماكيتا                   | ماكيتا                   | ماكيتا                   | ماكيتا                   | ماكيتا                   | ماكيتا                   | ماكيتا                   | ماكيتا                   | ماكيتا                   | ماكيتا                   | ماكيتا                   | ماكيتا                   | ماكيتا                   | ماكيتا                   | ماكيتا                   | ماكيتا                   | ماكيتا                   | ماكيتا                   | ماكيتا                   | ماكيتا                   | ماكيتا                   | ماكيتا                   | ماكيتا                   | ماكيتا                   | ماكيتا                   | ماكيتا                   | ماكيتا                   | ماكيتا                   | ماكيتا                   | ماكيتا                   | ماكيتا                   | ماكيتا                   | ماكيتا                   | ماكيتا                   | ماكيتا                   | ماكيتا                   | ماكيتا                   | ماكيتا                   | ماكيتا                   | ماكيتا                   | ماكيتا                   | ماكيتا                   | ماكيتا                   | ماكيتا                   | ماكيتا                   | ماكيتا                   | ماكيتا                   | ماكيتا                   | ماكيتا                   | ماكيتا                   | ماكيتا                   | ماكيتا                   | ماكيتا                   | ماكيتا                   | نايكن سوغيو              | نايكن سوغيو              | نايكن سوغيو              | نايكن سوغيو              | نايكن سوغيو              | نايكن سوغيو              | نايكن سوغيو              | نايكن سوغيو              | نايكن سوغيو              | نايكن سوغيو              | نايكن سوغيو              | نايكن سوغيو              | نايكن سوغيو              | نايكن سوغيو              | نايكن سوغيو              | نايكن سوغيو              | نايكن سوغيو              | نايكن سوغيو              | نايكن سوغيو              | نايكن سوغيو              | نايكن سوغيو              | نايكن سوغيو              | نايكن سوغيو              | نايكن سوغيو              | نايكن سوغيو              | نايكن سوغيو              | نايكن سوغيو              | نايكن سوغيو              | نايكن سوغيو              | نايكن سوغيو              | نايكن سوغيو              | نايكن سوغيو              | نايكن سوغيو              | نايكن سوغيو              | نايكن سوغيو              | نايكن سوغيو              | نايكن سوغيو              | نايكن سوغيو              | نايكن سوغيو              | نايكن سوغيو              | نايكن سوغيو              | نايكن سوغيو              | نايكن سوغيو              | نايكن سوغيو              | نايكن سوغيو              | نايكن سوغيو              | نايكن سوغيو              | نايكن سوغيو              | نايكن سوغيو              | نايكن سوغيو              | نايكن سوغيو              | نايكن سوغيو              | نايكن سوغيو              | نايكن سوغيو              | نايكن سوغيو              | نايكن سوغيو              | نايكن سوغيو              | نايكن سوغيو              | نايكن سوغيو              | نايكن سوغيو              | نايكن سوغيو              | نايكن سوغيو              | نايكن سوغيو              | كوماتسو             | كوماتسو             | كوماتسو             | كوماتسو             | كوماتسو             | كوماتسو             | كوماتسو             | كوماتسو             | كوماتسو             | كوماتسو             | كوماتسو             | كوماتسو             | كوماتسو             | كوماتسو             | كوماتسو             | كوماتسو             | كوماتسو             | كوماتسو             | كوماتسو             | كوماتسو             | كوماتسو             | كوماتسو             | كوماتسو             | كوماتسو             | كوماتسو             | كوماتسو             | كوماتسو             | كوماتسو             | كوماتسو             | كوماتسو             | كوماتسو             | كوماتسو             | كوماتسو             | كوماتسو             | كوماتسو             | كوماتسو             | كوماتسو             | كوماتسو             | كوماتسو             | كوماتسو             | كوماتسو             | كوماتسو             | كوماتسو             | كوماتسو             | كوماتسو             | كوماتسو             | كوماتسو             | كوماتسو             | كوماتسو             | كوماتسو             | كوماتسو             | كوماتسو             | كوماتسو             | كوماتسو             | كوماتسو             | كوماتسو             | كوماتسو             | كوماتسو             | كوماتسو             | كوماتسو             | كوماتسو             | كوماتسو             | كوماتسو             | إيكيوا              | إيكيوا              | إيكيوا              | إيكيوا              | إيكيوا              | إيكيوا              | إيكيوا              | إيكيوا              | إيكيوا              | إيكيوا              | إيكيوا              | إيكيوا              | إيكيوا              | إيكيوا              | إيكيوا              | إيكيوا              | إيكيوا              | إيكيوا              | إيكيوا              | إيكيوا              | إيكيوا              | إيكيوا              | إيكيوا              | إيكيوا              | إيكيوا              | إيكيوا              | إيكيوا              | إيكيوا              | إيكيوا              | إيكيوا              | إيكيوا              | إيكيوا              | إيكيوا              | إيكيوا              | إيكيوا              | إيكيوا              | إيكيوا              | إيكيوا              | إيكيوا              | إيكيوا              | إيكيوا              | إيكيوا              | إيكيوا              | إيكيوا              | إيكيوا              | إيكيوا              | إيكيوا              | إيكيوا              | إيكيوا              | إيكيوا              | إيكيوا              | إيكيوا              | إيكيوا              | إيكيوا              | إيكيوا              | إيكيوا              | إيكيوا              | إيكيوا              | إيكيوا              | إيكيوا              | إيكيوا              | إيكيوا              | إيكيوا              |
| 2008  | جي تي بي             | جي تي بي             | جي تي بي             | جي تي بي             | جي تي بي             | جي تي بي             | جي تي بي             | جي تي بي             | جي تي بي             | جي تي بي             | جي تي بي             | جي تي بي             | جي تي بي             | جي تي بي             | جي تي بي             | جي تي بي             | جي تي بي             | جي تي بي             | جي تي بي             | جي تي بي             | جي تي بي             | جي تي بي             | جي تي بي             | جي تي بي             | جي تي بي             | جي تي بي             | جي تي بي             | جي تي بي             | جي تي بي             | جي تي بي             | جي تي بي             | جي تي بي             | جي تي بي             | جي تي بي             | جي تي بي             | جي تي بي             | جي تي بي             | جي تي بي             | جي تي بي             | جي تي بي             | جي تي بي             | جي تي بي             | جي تي بي             | جي تي بي             | جي تي بي             | جي تي بي             | جي تي بي             | جي تي بي             | جي تي بي             | جي تي بي             | جي تي بي             | جي تي بي             | جي تي بي             | جي تي بي             | جي تي بي             | جي تي بي             | جي تي بي             | جي تي بي             | جي تي بي             | جي تي بي             | جي تي بي             | جي تي بي             | جي تي بي             | جي تي بي             | جي تي بي             | جي تي بي             | جي تي بي             | جي تي بي             | جي تي بي             | جي تي بي             | جي تي بي             | جي تي بي             | بيا                  | بيا                  | بيا                  | بيا                  | بيا                  | بيا                  | بيا                  | بيا                  | بيا                  | بيا                  | بيا                  | بيا                  | بيا                  | بيا                  | بيا                  | بيا                  | بيا                  | بيا                  | بيا                  | بيا                  | بيا                  | بيا                  | بيا                  | بيا                  | بيا                  | بيا                  | بيا                  | بيا                  | بيا                  | بيا                  | بيا                  | بيا                  | بيا                  | بيا                  | بيا                  | بيا                  | بيا                  | بيا                  | بيا                  | بيا                  | بيا                  | بيا                  | بيا                  | بيا                  | بيا                  | بيا                  | بيا                  | بيا                  | بيا                  | بيا                  | بيا                  | بيا                  | بيا                  | بيا                  | بيا                 | بيا                 | بيا                 | بيا                 | بيا                 | بيا                 | بيا                 | بيا                 | بيا                 | بيا                 | بيا                 | بيا                 | بيا                 | بيا                 | بيا                 | بيا                 | بيا                 | بيا                 | جريدة يوميوري       | جريدة يوميوري       | جريدة يوميوري       | جريدة يوميوري       | جريدة يوميوري       | جريدة يوميوري       | جريدة يوميوري       | جريدة يوميوري       | جريدة يوميوري       | جريدة يوميوري       | جريدة يوميوري       | جريدة يوميوري       | جريدة يوميوري       | جريدة يوميوري       | جريدة يوميوري       | جريدة يوميوري       | جريدة يوميوري       | جريدة يوميوري       | جريدة يوميوري       | جريدة يوميوري       | جريدة يوميوري       | جريدة يوميوري       | جريدة يوميوري       | جريدة يوميوري       | جريدة يوميوري       | جريدة يوميوري       | جريدة يوميوري       | جريدة يوميوري       | جريدة يوميوري       | جريدة يوميوري       | جريدة يوميوري       | جريدة يوميوري       | جريدة يوميوري       | جريدة يوميوري       | جريدة يوميوري       | جريدة يوميوري       | جريدة يوميوري       | جريدة يوميوري       | جريدة يوميوري       | جريدة يوميوري       | جريدة يوميوري       | جريدة يوميوري       | جريدة يوميوري       | جريدة يوميوري       | جريدة يوميوري       | جريدة يوميوري       | جريدة يوميوري       | جريدة يوميوري       | جريدة يوميوري       | جريدة يوميوري       | جريدة يوميوري       | جريدة يوميوري       | جريدة يوميوري       | جريدة يوميوري       | جريدة يوميوري       | جريدة يوميوري       | جريدة يوميوري       | جريدة يوميوري       | جريدة يوميوري       | جريدة يوميوري       | جريدة يوميوري       | جريدة يوميوري       | جريدة يوميوري       | جريدة يوميوري       | جريدة يوميوري       | جريدة يوميوري       | جريدة يوميوري       | جريدة يوميوري       | جريدة يوميوري       | جريدة يوميوري       | جريدة يوميوري       | جريدة يوميوري       | نيكون               | نيكون               | نيكون               | نيكون               | نيكون               | نيكون               | نيكون               | نيكون               | نيكون               | نيكون               | نيكون               | نيكون               | نيكون               | نيكون               | نيكون               | نيكون               | نيكون               | نيكون               | نيكون               | نيكون               | نيكون               | نيكون               | نيكون               | نيكون               | نيكون               | نيكون               | نيكون               | نيكون               | نيكون               | نيكون               | نيكون               | نيكون               | نيكون               | نيكون               | نيكون               | نيكون               | نيكون                    | نيكون                    | نيكون                    | نيكون                    | نيكون                    | نيكون                    | نيكون                    | نيكون                    | نيكون                    | نيكون                    | نيكون                    | نيكون                    | نيكون                    | نيكون                    | نيكون                    | نيكون                    | نيكون                    | نيكون                    | نيكون                    | نيكون                    | نيكون                    | نيكون                    | نيكون                    | نيكون                    | نيكون                    | نيكون                    | نيكون                    | نيكون                    | نيكون                    | نيكون                    | نيكون                    | نيكون                    | نيكون                    | نيكون                    | نيكون                    | نيكون                    | ماكيتا                   | ماكيتا                   | ماكيتا                   | ماكيتا                   | ماكيتا                   | ماكيتا                   | ماكيتا                   | ماكيتا                   | ماكيتا                   | ماكيتا                   | ماكيتا                   | ماكيتا                   | ماكيتا                   | ماكيتا                   | ماكيتا                   | ماكيتا                   | ماكيتا                   | ماكيتا                   | ماكيتا                   | ماكيتا                   | ماكيتا                   | ماكيتا                   | ماكيتا                   | ماكيتا                   | ماكيتا                   | ماكيتا                   | ماكيتا                   | ماكيتا                   | ماكيتا                   | ماكيتا                   | ماكيتا                   | ماكيتا                   | ماكيتا                   | ماكيتا                   | ماكيتا                   | ماكيتا                   | ماكيتا                   | ماكيتا                   | ماكيتا                   | ماكيتا                   | ماكيتا                   | ماكيتا                   | ماكيتا                   | ماكيتا                   | ماكيتا                   | ماكيتا                   | ماكيتا                   | ماكيتا                   | ماكيتا                   | ماكيتا                   | ماكيتا                   | ماكيتا                   | ماكيتا                   | ماكيتا                   | ماكيتا                   | ماكيتا                   | ماكيتا                   | ماكيتا                   | ماكيتا                   | ماكيتا                   | ماكيتا                   | ماكيتا                   | ماكيتا                   | ماكيتا                   | ماكيتا                   | ماكيتا                   | ماكيتا                   | ماكيتا                   | ماكيتا                   | ماكيتا                   | ماكيتا                   | ماكيتا                   | كوماتسو                  | كوماتسو                  | كوماتسو                  | كوماتسو                  | كوماتسو                  | كوماتسو                  | كوماتسو                  | كوماتسو                  | كوماتسو                  | كوماتسو                  | كوماتسو                  | كوماتسو                  | كوماتسو                  | كوماتسو                  | كوماتسو                  | كوماتسو                  | كوماتسو                  | كوماتسو                  | كوماتسو             | كوماتسو             | كوماتسو             | كوماتسو             | كوماتسو             | كوماتسو             | كوماتسو             | كوماتسو             | كوماتسو             | كوماتسو             | كوماتسو             | كوماتسو             | كوماتسو             | كوماتسو             | كوماتسو             | كوماتسو             | كوماتسو             | كوماتسو             | كوماتسو             | كوماتسو             | كوماتسو             | كوماتسو             | كوماتسو             | كوماتسو             | كوماتسو             | كوماتسو             | كوماتسو             | كوماتسو             | كوماتسو             | كوماتسو             | كوماتسو             | كوماتسو             | كوماتسو             | كوماتسو             | كوماتسو             | كوماتسو             | كوماتسو             | كوماتسو             | كوماتسو             | كوماتسو             | كوماتسو             | كوماتسو             | كوماتسو             | كوماتسو             | كوماتسو             | كوماتسو             | كوماتسو             | كوماتسو             | كوماتسو             | كوماتسو             | كوماتسو             | كوماتسو             | كوماتسو             | كوماتسو             | إيكيوا              | إيكيوا              | إيكيوا              | إيكيوا              | إيكيوا              | إيكيوا              | إيكيوا              | إيكيوا              | إيكيوا              | إيكيوا              | إيكيوا              | إيكيوا              | إيكيوا              | إيكيوا              | إيكيوا              | إيكيوا              | إيكيوا              | إيكيوا              | إيكيوا              | إيكيوا              | إيكيوا              | إيكيوا              | إيكيوا              | إيكيوا              | إيكيوا              | إيكيوا              | إيكيوا              | إيكيوا              | إيكيوا              | إيكيوا              | إيكيوا              | إيكيوا              | إيكيوا              | إيكيوا              | إيكيوا              | إيكيوا              | إيكيوا              | إيكيوا              | إيكيوا              | إيكيوا              | إيكيوا              | إيكيوا              | إيكيوا              | إيكيوا              | إيكيوا              | إيكيوا              | إيكيوا              | إيكيوا              | إيكيوا              | إيكيوا              | إيكيوا              | إيكيوا              | إيكيوا              | إيكيوا              | إيكيوا              | إيكيوا              | إيكيوا              | إيكيوا              | إيكيوا              | إيكيوا              | إيكيوا              | إيكيوا              | إيكيوا              | إيكيوا              | إيكيوا              | إيكيوا              | إيكيوا              | إيكيوا              | إيكيوا              | إيكيوا              | إيكيوا              | إيكيوا              |
| 2009  | شركة أبو ظبي للإعلام | شركة أبو ظبي للإعلام | شركة أبو ظبي للإعلام | شركة أبو ظبي للإعلام | شركة أبو ظبي للإعلام | شركة أبو ظبي للإعلام | شركة أبو ظبي للإعلام | شركة أبو ظبي للإعلام | شركة أبو ظبي للإعلام | شركة أبو ظبي للإعلام | شركة أبو ظبي للإعلام | شركة أبو ظبي للإعلام | شركة أبو ظبي للإعلام | شركة أبو ظبي للإعلام | شركة أبو ظبي للإعلام | شركة أبو ظبي للإعلام | شركة أبو ظبي للإعلام | شركة أبو ظبي للإعلام | شركة أبو ظبي للإعلام | شركة أبو ظبي للإعلام | شركة أبو ظبي للإعلام | شركة أبو ظبي للإعلام | شركة أبو ظبي للإعلام | شركة أبو ظبي للإعلام | شركة أبو ظبي للإعلام | شركة أبو ظبي للإعلام | شركة أبو ظبي للإعلام | شركة أبو ظبي للإعلام | شركة أبو ظبي للإعلام | شركة أبو ظبي للإعلام | شركة أبو ظبي للإعلام | شركة أبو ظبي للإعلام | شركة أبو ظبي للإعلام | شركة أبو ظبي للإعلام | شركة أبو ظبي للإعلام | شركة أبو ظبي للإعلام | شركة أبو ظبي للإعلام | شركة أبو ظبي للإعلام | شركة أبو ظبي للإعلام | شركة أبو ظبي للإعلام | شركة أبو ظبي للإعلام | شركة أبو ظبي للإعلام | شركة أبو ظبي للإعلام | شركة أبو ظبي للإعلام | شركة أبو ظبي للإعلام | شركة أبو ظبي للإعلام | شركة أبو ظبي للإعلام | شركة أبو ظبي للإعلام | شركة أبو ظبي للإعلام | شركة أبو ظبي للإعلام | شركة أبو ظبي للإعلام | شركة أبو ظبي للإعلام | شركة أبو ظبي للإعلام | شركة أبو ظبي للإعلام | شركة أبو ظبي للإعلام | شركة أبو ظبي للإعلام | شركة أبو ظبي للإعلام | شركة أبو ظبي للإعلام | شركة أبو ظبي للإعلام | شركة أبو ظبي للإعلام | شركة أبو ظبي للإعلام | شركة أبو ظبي للإعلام | شركة أبو ظبي للإعلام | شركة أبو ظبي للإعلام | شركة أبو ظبي للإعلام | شركة أبو ظبي للإعلام | شركة أبو ظبي للإعلام | شركة أبو ظبي للإعلام | شركة أبو ظبي للإعلام | شركة أبو ظبي للإعلام | شركة أبو ظبي للإعلام | شركة أبو ظبي للإعلام | شركة أبو ظبي للإعلام | شركة أبو ظبي للإعلام | شركة أبو ظبي للإعلام | شركة أبو ظبي للإعلام | شركة أبو ظبي للإعلام | شركة أبو ظبي للإعلام | شركة أبو ظبي للإعلام | شركة أبو ظبي للإعلام | شركة أبو ظبي للإعلام | شركة أبو ظبي للإعلام | شركة أبو ظبي للإعلام | شركة أبو ظبي للإعلام | شركة أبو ظبي للإعلام | شركة أبو ظبي للإعلام | شركة أبو ظبي للإعلام | شركة أبو ظبي للإعلام | شركة أبو ظبي للإعلام | شركة أبو ظبي للإعلام | شركة أبو ظبي للإعلام | شركة أبو ظبي للإعلام | شركة أبو ظبي للإعلام | شركة أبو ظبي للإعلام | شركة أبو ظبي للإعلام | شركة أبو ظبي للإعلام | شركة أبو ظبي للإعلام | شركة أبو ظبي للإعلام | شركة أبو ظبي للإعلام | شركة أبو ظبي للإعلام | شركة أبو ظبي للإعلام | شركة أبو ظبي للإعلام | شركة أبو ظبي للإعلام | شركة أبو ظبي للإعلام | شركة أبو ظبي للإعلام | شركة أبو ظبي للإعلام | شركة أبو ظبي للإعلام | شركة أبو ظبي للإعلام | شركة أبو ظبي للإعلام | شركة أبو ظبي للإعلام | شركة أبو ظبي للإعلام | شركة أبو ظبي للإعلام | شركة أبو ظبي للإعلام | شركة أبو ظبي للإعلام | شركة أبو ظبي للإعلام | شركة أبو ظبي للإعلام | شركة أبو ظبي للإعلام | شركة أبو ظبي للإعلام | شركة أبو ظبي للإعلام | شركة أبو ظبي للإعلام | شركة أبو ظبي للإعلام | شركة أبو ظبي للإعلام | شركة أبو ظبي للإعلام | شركة أبو ظبي للإعلام | شركة أبو ظبي للإعلام | شركة أبو ظبي للإعلام | هيئة أبوظبي للسياحة | هيئة أبوظبي للسياحة | هيئة أبوظبي للسياحة | هيئة أبوظبي للسياحة | هيئة أبوظبي للسياحة | هيئة أبوظبي للسياحة | هيئة أبوظبي للسياحة | هيئة أبوظبي للسياحة | هيئة أبوظبي للسياحة | هيئة أبوظبي للسياحة | هيئة أبوظبي للسياحة | هيئة أبوظبي للسياحة | هيئة أبوظبي للسياحة | هيئة أبوظبي للسياحة | هيئة أبوظبي للسياحة | هيئة أبوظبي للسياحة | هيئة أبوظبي للسياحة | هيئة أبوظبي للسياحة | هيئة أبوظبي للسياحة | هيئة أبوظبي للسياحة | هيئة أبوظبي للسياحة | هيئة أبوظبي للسياحة | هيئة أبوظبي للسياحة | هيئة أبوظبي للسياحة | هيئة أبوظبي للسياحة | هيئة أبوظبي للسياحة | هيئة أبوظبي للسياحة | هيئة أبوظبي للسياحة | هيئة أبوظبي للسياحة | هيئة أبوظبي للسياحة | هيئة أبوظبي للسياحة | هيئة أبوظبي للسياحة | هيئة أبوظبي للسياحة | هيئة أبوظبي للسياحة | هيئة أبوظبي للسياحة | هيئة أبوظبي للسياحة | هيئة أبوظبي للسياحة | هيئة أبوظبي للسياحة | هيئة أبوظبي للسياحة | هيئة أبوظبي للسياحة | هيئة أبوظبي للسياحة | هيئة أبوظبي للسياحة | هيئة أبوظبي للسياحة | هيئة أبوظبي للسياحة | هيئة أبوظبي للسياحة | هيئة أبوظبي للسياحة | هيئة أبوظبي للسياحة | هيئة أبوظبي للسياحة | هيئة أبوظبي للسياحة | هيئة أبوظبي للسياحة | هيئة أبوظبي للسياحة | هيئة أبوظبي للسياحة | هيئة أبوظبي للسياحة | هيئة أبوظبي للسياحة | هيئة أبوظبي للسياحة | هيئة أبوظبي للسياحة | هيئة أبوظبي للسياحة | هيئة أبوظبي للسياحة | هيئة أبوظبي للسياحة | هيئة أبوظبي للسياحة | هيئة أبوظبي للسياحة | هيئة أبوظبي للسياحة | هيئة أبوظبي للسياحة | هيئة أبوظبي للسياحة | هيئة أبوظبي للسياحة | هيئة أبوظبي للسياحة | هيئة أبوظبي للسياحة | هيئة أبوظبي للسياحة | هيئة أبوظبي للسياحة | هيئة أبوظبي للسياحة | هيئة أبوظبي للسياحة | هيئة أبوظبي للسياحة | هيئة أبوظبي للسياحة | هيئة أبوظبي للسياحة | هيئة أبوظبي للسياحة | هيئة أبوظبي للسياحة | هيئة أبوظبي للسياحة | هيئة أبوظبي للسياحة | هيئة أبوظبي للسياحة | هيئة أبوظبي للسياحة | هيئة أبوظبي للسياحة | هيئة أبوظبي للسياحة | هيئة أبوظبي للسياحة | هيئة أبوظبي للسياحة | هيئة أبوظبي للسياحة | هيئة أبوظبي للسياحة | هيئة أبوظبي للسياحة | هيئة أبوظبي للسياحة | هيئة أبوظبي للسياحة | هيئة أبوظبي للسياحة | هيئة أبوظبي للسياحة | هيئة أبوظبي للسياحة | هيئة أبوظبي للسياحة | هيئة أبوظبي للسياحة | هيئة أبوظبي للسياحة | هيئة أبوظبي للسياحة | هيئة أبوظبي للسياحة | هيئة أبوظبي للسياحة | هيئة أبوظبي للسياحة | هيئة أبوظبي للسياحة | هيئة أبوظبي للسياحة | هيئة أبوظبي للسياحة | هيئة أبوظبي للسياحة | هيئة أبوظبي للسياحة | هيئة أبوظبي للسياحة | هيئة أبوظبي للسياحة | هيئة أبوظبي للسياحة | هيئة أبوظبي للسياحة | هيئة أبوظبي للسياحة | هيئة أبوظبي للسياحة | هيئة أبوظبي للسياحة | هيئة أبوظبي للسياحة | هيئة أبوظبي للسياحة | هيئة أبوظبي للسياحة | هيئة أبوظبي للسياحة | هيئة أبوظبي للسياحة | هيئة أبوظبي للسياحة | هيئة أبوظبي للسياحة | هيئة أبوظبي للسياحة | هيئة أبوظبي للسياحة | هيئة أبوظبي للسياحة | هيئة أبوظبي للسياحة | هيئة أبوظبي للسياحة | هيئة أبوظبي للسياحة | هيئة أبوظبي للسياحة | هيئة أبوظبي للسياحة | مؤسسة الإمارات للاتصالات | مؤسسة الإمارات للاتصالات | مؤسسة الإمارات للاتصالات | مؤسسة الإمارات للاتصالات | مؤسسة الإمارات للاتصالات | مؤسسة الإمارات للاتصالات | مؤسسة الإمارات للاتصالات | مؤسسة الإمارات للاتصالات | مؤسسة الإمارات للاتصالات | مؤسسة الإمارات للاتصالات | مؤسسة الإمارات للاتصالات | مؤسسة الإمارات للاتصالات | مؤسسة الإمارات للاتصالات | مؤسسة الإمارات للاتصالات | مؤسسة الإمارات للاتصالات | مؤسسة الإمارات للاتصالات | مؤسسة الإمارات للاتصالات | مؤسسة الإمارات للاتصالات | مؤسسة الإمارات للاتصالات | مؤسسة الإمارات للاتصالات | مؤسسة الإمارات للاتصالات | مؤسسة الإمارات للاتصالات | مؤسسة الإمارات للاتصالات | مؤسسة الإمارات للاتصالات | مؤسسة الإمارات للاتصالات | مؤسسة الإمارات للاتصالات | مؤسسة الإمارات للاتصالات | مؤسسة الإمارات للاتصالات | مؤسسة الإمارات للاتصالات | مؤسسة الإمارات للاتصالات | مؤسسة الإمارات للاتصالات | مؤسسة الإمارات للاتصالات | مؤسسة الإمارات للاتصالات | مؤسسة الإمارات للاتصالات | مؤسسة الإمارات للاتصالات | مؤسسة الإمارات للاتصالات | مؤسسة الإمارات للاتصالات | مؤسسة الإمارات للاتصالات | مؤسسة الإمارات للاتصالات | مؤسسة الإمارات للاتصالات | مؤسسة الإمارات للاتصالات | مؤسسة الإمارات للاتصالات | مؤسسة الإمارات للاتصالات | مؤسسة الإمارات للاتصالات | مؤسسة الإمارات للاتصالات | مؤسسة الإمارات للاتصالات | مؤسسة الإمارات للاتصالات | مؤسسة الإمارات للاتصالات | مؤسسة الإمارات للاتصالات | مؤسسة الإمارات للاتصالات | مؤسسة الإمارات للاتصالات | مؤسسة الإمارات للاتصالات | مؤسسة الإمارات للاتصالات | مؤسسة الإمارات للاتصالات | مؤسسة الإمارات للاتصالات | مؤسسة الإمارات للاتصالات | مؤسسة الإمارات للاتصالات | مؤسسة الإمارات للاتصالات | مؤسسة الإمارات للاتصالات | مؤسسة الإمارات للاتصالات | مؤسسة الإمارات للاتصالات | مؤسسة الإمارات للاتصالات | مؤسسة الإمارات للاتصالات | مؤسسة الإمارات للاتصالات | مؤسسة الإمارات للاتصالات | مؤسسة الإمارات للاتصالات | مؤسسة الإمارات للاتصالات | مؤسسة الإمارات للاتصالات | مؤسسة الإمارات للاتصالات | مؤسسة الإمارات للاتصالات | مؤسسة الإمارات للاتصالات | مؤسسة الإمارات للاتصالات | مؤسسة الإمارات للاتصالات | مؤسسة الإمارات للاتصالات | مؤسسة الإمارات للاتصالات | مؤسسة الإمارات للاتصالات | مؤسسة الإمارات للاتصالات | مؤسسة الإمارات للاتصالات | مؤسسة الإمارات للاتصالات | مؤسسة الإمارات للاتصالات | مؤسسة الإمارات للاتصالات | مؤسسة الإمارات للاتصالات | مؤسسة الإمارات للاتصالات | مؤسسة الإمارات للاتصالات | مؤسسة الإمارات للاتصالات | مؤسسة الإمارات للاتصالات | مؤسسة الإمارات للاتصالات | مؤسسة الإمارات للاتصالات | مؤسسة الإمارات للاتصالات | مؤسسة الإمارات للاتصالات | مؤسسة الإمارات للاتصالات | مؤسسة الإمارات للاتصالات | مؤسسة الإمارات للاتصالات | مؤسسة الإمارات للاتصالات | مؤسسة الإمارات للاتصالات | مؤسسة الإمارات للاتصالات | مؤسسة الإمارات للاتصالات | مؤسسة الإمارات للاتصالات | مؤسسة الإمارات للاتصالات | مؤسسة الإمارات للاتصالات | مؤسسة الإمارات للاتصالات | مؤسسة الإمارات للاتصالات | مؤسسة الإمارات للاتصالات | مؤسسة الإمارات للاتصالات | مؤسسة الإمارات للاتصالات | مؤسسة الإمارات للاتصالات | مؤسسة الإمارات للاتصالات | مؤسسة الإمارات للاتصالات | مؤسسة الإمارات للاتصالات | مؤسسة الإمارات للاتصالات | مؤسسة الإمارات للاتصالات | مؤسسة الإمارات للاتصالات | مؤسسة الإمارات للاتصالات | مؤسسة الإمارات للاتصالات | مؤسسة الإمارات للاتصالات | مؤسسة الإمارات للاتصالات | مؤسسة الإمارات للاتصالات | مؤسسة الإمارات للاتصالات | مؤسسة الإمارات للاتصالات | مؤسسة الإمارات للاتصالات | مؤسسة الإمارات للاتصالات | مؤسسة الإمارات للاتصالات | مؤسسة الإمارات للاتصالات | مؤسسة الإمارات للاتصالات | مؤسسة الإمارات للاتصالات | مؤسسة الإمارات للاتصالات | شركة مبادلة للتنمية | شركة مبادلة للتنمية | شركة مبادلة للتنمية | شركة مبادلة للتنمية | شركة مبادلة للتنمية | شركة مبادلة للتنمية | شركة مبادلة للتنمية | شركة مبادلة للتنمية | شركة مبادلة للتنمية | شركة مبادلة للتنمية | شركة مبادلة للتنمية | شركة مبادلة للتنمية | شركة مبادلة للتنمية | شركة مبادلة للتنمية | شركة مبادلة للتنمية | شركة مبادلة للتنمية | شركة مبادلة للتنمية | شركة مبادلة للتنمية | شركة مبادلة للتنمية | شركة مبادلة للتنمية | شركة مبادلة للتنمية | شركة مبادلة للتنمية | شركة مبادلة للتنمية | شركة مبادلة للتنمية | شركة مبادلة للتنمية | شركة مبادلة للتنمية | شركة مبادلة للتنمية | شركة مبادلة للتنمية | شركة مبادلة للتنمية | شركة مبادلة للتنمية | شركة مبادلة للتنمية | شركة مبادلة للتنمية | شركة مبادلة للتنمية | شركة مبادلة للتنمية | شركة مبادلة للتنمية | شركة مبادلة للتنمية | شركة مبادلة للتنمية | شركة مبادلة للتنمية | شركة مبادلة للتنمية | شركة مبادلة للتنمية | شركة مبادلة للتنمية | شركة مبادلة للتنمية | شركة مبادلة للتنمية | شركة مبادلة للتنمية | شركة مبادلة للتنمية | شركة مبادلة للتنمية | شركة مبادلة للتنمية | شركة مبادلة للتنمية | شركة مبادلة للتنمية | شركة مبادلة للتنمية | شركة مبادلة للتنمية | شركة مبادلة للتنمية | شركة مبادلة للتنمية | شركة مبادلة للتنمية | شركة مبادلة للتنمية | شركة مبادلة للتنمية | شركة مبادلة للتنمية | شركة مبادلة للتنمية | شركة مبادلة للتنمية | شركة مبادلة للتنمية | شركة مبادلة للتنمية | شركة مبادلة للتنمية | شركة مبادلة للتنمية | شركة مبادلة للتنمية | شركة مبادلة للتنمية | شركة مبادلة للتنمية | شركة مبادلة للتنمية | شركة مبادلة للتنمية | شركة مبادلة للتنمية | شركة مبادلة للتنمية | شركة مبادلة للتنمية | شركة مبادلة للتنمية | شركة مبادلة للتنمية | شركة مبادلة للتنمية | شركة مبادلة للتنمية | شركة مبادلة للتنمية | شركة مبادلة للتنمية | شركة مبادلة للتنمية | شركة مبادلة للتنمية | شركة مبادلة للتنمية | شركة مبادلة للتنمية | شركة مبادلة للتنمية | شركة مبادلة للتنمية | شركة مبادلة للتنمية | شركة مبادلة للتنمية | شركة مبادلة للتنمية | شركة مبادلة للتنمية | شركة مبادلة للتنمية | شركة مبادلة للتنمية | شركة مبادلة للتنمية | شركة مبادلة للتنمية | شركة مبادلة للتنمية | شركة مبادلة للتنمية | شركة مبادلة للتنمية | شركة مبادلة للتنمية | شركة مبادلة للتنمية | شركة مبادلة للتنمية | شركة مبادلة للتنمية | شركة مبادلة للتنمية | شركة مبادلة للتنمية | شركة مبادلة للتنمية | شركة مبادلة للتنمية | شركة مبادلة للتنمية | شركة مبادلة للتنمية | شركة مبادلة للتنمية | شركة مبادلة للتنمية | شركة مبادلة للتنمية | شركة مبادلة للتنمية | شركة مبادلة للتنمية | شركة مبادلة للتنمية | شركة مبادلة للتنمية | شركة مبادلة للتنمية | شركة مبادلة للتنمية | شركة مبادلة للتنمية | شركة مبادلة للتنمية | شركة مبادلة للتنمية | شركة مبادلة للتنمية | شركة مبادلة للتنمية | شركة مبادلة للتنمية | شركة مبادلة للتنمية | شركة مبادلة للتنمية | شركة مبادلة للتنمية | شركة مبادلة للتنمية | شركة مبادلة للتنمية | شركة مبادلة للتنمية | شركة مبادلة للتنمية |
| 2010  | خطوط فلاش الجوية     | خطوط فلاش الجوية     | خطوط فلاش الجوية     | خطوط فلاش الجوية     | خطوط فلاش الجوية     | خطوط فلاش الجوية     | خطوط فلاش الجوية     | خطوط فلاش الجوية     | خطوط فلاش الجوية     | خطوط فلاش الجوية     | خطوط فلاش الجوية     | خطوط فلاش الجوية     | خطوط فلاش الجوية     | خطوط فلاش الجوية     | خطوط فلاش الجوية     | خطوط فلاش الجوية     | خطوط فلاش الجوية     | خطوط فلاش الجوية     | خطوط فلاش الجوية     | خطوط فلاش الجوية     | خطوط فلاش الجوية     | خطوط فلاش الجوية     | خطوط فلاش الجوية     | خطوط فلاش الجوية     | خطوط فلاش الجوية     | خطوط فلاش الجوية     | خطوط فلاش الجوية     | خطوط فلاش الجوية     | خطوط فلاش الجوية     | خطوط فلاش الجوية     | خطوط فلاش الجوية     | خطوط فلاش الجوية     | خطوط فلاش الجوية     | خطوط فلاش الجوية     | خطوط فلاش الجوية     | خطوط فلاش الجوية     | خطوط فلاش الجوية     | خطوط فلاش الجوية     | خطوط فلاش الجوية     | خطوط فلاش الجوية     | خطوط فلاش الجوية     | خطوط فلاش الجوية     | خطوط فلاش الجوية     | خطوط فلاش الجوية     | خطوط فلاش الجوية     | خطوط فلاش الجوية     | خطوط فلاش الجوية     | خطوط فلاش الجوية     | خطوط فلاش الجوية     | خطوط فلاش الجوية     | خطوط فلاش الجوية     | خطوط فلاش الجوية     | خطوط فلاش الجوية     | خطوط فلاش الجوية     | خطوط فلاش الجوية     | خطوط فلاش الجوية     | خطوط فلاش الجوية     | خطوط فلاش الجوية     | خطوط فلاش الجوية     | خطوط فلاش الجوية     | خطوط فلاش الجوية     | خطوط فلاش الجوية     | خطوط فلاش الجوية     | خطوط فلاش الجوية     | خطوط فلاش الجوية     | خطوط فلاش الجوية     | خطوط فلاش الجوية     | خطوط فلاش الجوية     | خطوط فلاش الجوية     | خطوط فلاش الجوية     | خطوط فلاش الجوية     | خطوط فلاش الجوية     | خطوط فلاش الجوية     | خطوط فلاش الجوية     | خطوط فلاش الجوية     | خطوط فلاش الجوية     | خطوط فلاش الجوية     | خطوط فلاش الجوية     | خطوط فلاش الجوية     | خطوط فلاش الجوية     | خطوط فلاش الجوية     | خطوط فلاش الجوية     | خطوط فلاش الجوية     | خطوط فلاش الجوية     | خطوط فلاش الجوية     | خطوط فلاش الجوية     | خطوط فلاش الجوية     | خطوط فلاش الجوية     | خطوط فلاش الجوية     | خطوط فلاش الجوية     | خطوط فلاش الجوية     | خطوط فلاش الجوية     | خطوط فلاش الجوية     | خطوط فلاش الجوية     | خطوط فلاش الجوية     | خطوط فلاش الجوية     | خطوط فلاش الجوية     | خطوط فلاش الجوية     | خطوط فلاش الجوية     | خطوط فلاش الجوية     | خطوط فلاش الجوية     | خطوط فلاش الجوية     | خطوط فلاش الجوية     | خطوط فلاش الجوية     | خطوط فلاش الجوية     | خطوط فلاش الجوية     | خطوط فلاش الجوية     | خطوط فلاش الجوية     | خطوط فلاش الجوية     | خطوط فلاش الجوية     | خطوط فلاش الجوية     | خطوط فلاش الجوية     | خطوط فلاش الجوية     | خطوط فلاش الجوية     | خطوط فلاش الجوية     | خطوط فلاش الجوية     | خطوط فلاش الجوية     | خطوط فلاش الجوية     | خطوط فلاش الجوية     | خطوط فلاش الجوية     | خطوط فلاش الجوية     | خطوط فلاش الجوية     | خطوط فلاش الجوية     | خطوط فلاش الجوية     | خطوط فلاش الجوية     | خطوط فلاش الجوية     | خطوط فلاش الجوية    | خطوط فلاش الجوية    | خطوط فلاش الجوية    | خطوط فلاش الجوية    | خطوط فلاش الجوية    | خطوط فلاش الجوية    | خطوط فلاش الجوية    | خطوط فلاش الجوية    | خطوط فلاش الجوية    | خطوط فلاش الجوية    | خطوط فلاش الجوية    | خطوط فلاش الجوية    | خطوط فلاش الجوية    | خطوط فلاش الجوية    | خطوط فلاش الجوية    | خطوط فلاش الجوية    | خطوط فلاش الجوية    | خطوط فلاش الجوية    | خطوط فلاش الجوية    | خطوط فلاش الجوية    | خطوط فلاش الجوية    | خطوط فلاش الجوية    | خطوط فلاش الجوية    | خطوط فلاش الجوية    | خطوط فلاش الجوية    | خطوط فلاش الجوية    | خطوط فلاش الجوية    | خطوط فلاش الجوية    | خطوط فلاش الجوية    | خطوط فلاش الجوية    | خطوط فلاش الجوية    | خطوط فلاش الجوية    | خطوط فلاش الجوية    | خطوط فلاش الجوية    | خطوط فلاش الجوية    | خطوط فلاش الجوية    | خطوط فلاش الجوية    | خطوط فلاش الجوية    | خطوط فلاش الجوية    | خطوط فلاش الجوية    | خطوط فلاش الجوية    | خطوط فلاش الجوية    | خطوط فلاش الجوية    | خطوط فلاش الجوية    | خطوط فلاش الجوية    | خطوط فلاش الجوية    | خطوط فلاش الجوية    | خطوط فلاش الجوية    | خطوط فلاش الجوية    | خطوط فلاش الجوية    | خطوط فلاش الجوية    | خطوط فلاش الجوية    | خطوط فلاش الجوية    | خطوط فلاش الجوية    | خطوط فلاش الجوية    | خطوط فلاش الجوية    | خطوط فلاش الجوية    | خطوط فلاش الجوية    | خطوط فلاش الجوية    | خطوط فلاش الجوية    | خطوط فلاش الجوية    | خطوط فلاش الجوية    | خطوط فلاش الجوية    | خطوط فلاش الجوية    | خطوط فلاش الجوية    | خطوط فلاش الجوية    | خطوط فلاش الجوية    | خطوط فلاش الجوية    | خطوط فلاش الجوية    | خطوط فلاش الجوية    | خطوط فلاش الجوية    | خطوط فلاش الجوية    | خطوط فلاش الجوية    | خطوط فلاش الجوية    | خطوط فلاش الجوية    | خطوط فلاش الجوية    | خطوط فلاش الجوية    | خطوط فلاش الجوية    | خطوط فلاش الجوية    | خطوط فلاش الجوية    | خطوط فلاش الجوية    | خطوط فلاش الجوية    | خطوط فلاش الجوية    | خطوط فلاش الجوية    | خطوط فلاش الجوية    | خطوط فلاش الجوية    | خطوط فلاش الجوية    | خطوط فلاش الجوية    | خطوط فلاش الجوية    | خطوط فلاش الجوية    | خطوط فلاش الجوية    | خطوط فلاش الجوية    | خطوط فلاش الجوية    | خطوط فلاش الجوية    | خطوط فلاش الجوية    | خطوط فلاش الجوية    | خطوط فلاش الجوية    | خطوط فلاش الجوية    | خطوط فلاش الجوية    | خطوط فلاش الجوية    | خطوط فلاش الجوية    | خطوط فلاش الجوية    | خطوط فلاش الجوية    | خطوط فلاش الجوية    | خطوط فلاش الجوية    | خطوط فلاش الجوية    | خطوط فلاش الجوية    | خطوط فلاش الجوية    | خطوط فلاش الجوية    | خطوط فلاش الجوية    | خطوط فلاش الجوية    | خطوط فلاش الجوية    | خطوط فلاش الجوية    | خطوط فلاش الجوية    | خطوط فلاش الجوية    | خطوط فلاش الجوية    | خطوط فلاش الجوية    | خطوط فلاش الجوية    | خطوط فلاش الجوية    | خطوط فلاش الجوية    | خطوط فلاش الجوية    | خطوط فلاش الجوية    | خطوط فلاش الجوية    | خطوط فلاش الجوية    | خطوط فلاش الجوية    | خطوط فلاش الجوية    | مارينا مول               | مارينا مول               | مارينا مول               | مارينا مول               | مارينا مول               | مارينا مول               | مارينا مول               | مارينا مول               | مارينا مول               | مارينا مول               | مارينا مول               | مارينا مول               | مارينا مول               | مارينا مول               | مارينا مول               | مارينا مول               | مارينا مول               | مارينا مول               | مارينا مول               | مارينا مول               | مارينا مول               | مارينا مول               | مارينا مول               | مارينا مول               | مارينا مول               | مارينا مول               | مارينا مول               | مارينا مول               | مارينا مول               | مارينا مول               | مارينا مول               | مارينا مول               | مارينا مول               | مارينا مول               | مارينا مول               | مارينا مول               | مارينا مول               | مارينا مول               | مارينا مول               | مارينا مول               | مارينا مول               | مارينا مول               | مارينا مول               | مارينا مول               | مارينا مول               | مارينا مول               | مارينا مول               | مارينا مول               | مارينا مول               | مارينا مول               | مارينا مول               | مارينا مول               | مارينا مول               | مارينا مول               | مارينا مول               | مارينا مول               | مارينا مول               | مارينا مول               | مارينا مول               | مارينا مول               | مارينا مول               | مارينا مول               | مارينا مول               | مارينا مول               | مارينا مول               | مارينا مول               | مارينا مول               | مارينا مول               | مارينا مول               | مارينا مول               | مارينا مول               | مارينا مول               | مارينا مول               | مارينا مول               | مارينا مول               | مارينا مول               | مارينا مول               | مارينا مول               | مارينا مول               | مارينا مول               | مارينا مول               | مارينا مول               | مارينا مول               | مارينا مول               | مارينا مول               | مارينا مول               | مارينا مول               | مارينا مول               | مارينا مول               | مارينا مول               | مارينا مول               | مارينا مول               | مارينا مول               | مارينا مول               | مارينا مول               | مارينا مول               | مارينا مول               | مارينا مول               | مارينا مول               | مارينا مول               | مارينا مول               | مارينا مول               | مارينا مول               | مارينا مول               | مارينا مول               | مارينا مول               | مارينا مول               | مارينا مول               | مارينا مول               | مارينا مول               | مارينا مول               | مارينا مول               | مارينا مول               | مارينا مول               | مارينا مول               | مارينا مول               | مارينا مول               | مارينا مول               | مارينا مول               | مارينا مول               | مارينا مول               | مارينا مول               | مارينا مول               | مارينا مول               | مارينا مول               | مارينا مول               | مارينا مول          | مارينا مول          | مارينا مول          | مارينا مول          | مارينا مول          | مارينا مول          | مارينا مول          | مارينا مول          | مارينا مول          | مارينا مول          | مارينا مول          | مارينا مول          | مارينا مول          | مارينا مول          | مارينا مول          | مارينا مول          | مارينا مول          | مارينا مول          | مارينا مول          | مارينا مول          | مارينا مول          | مارينا مول          | مارينا مول          | مارينا مول          | مارينا مول          | مارينا مول          | مارينا مول          | مارينا مول          | مارينا مول          | مارينا مول          | مارينا مول          | مارينا مول          | مارينا مول          | مارينا مول          | مارينا مول          | مارينا مول          | مارينا مول          | مارينا مول          | مارينا مول          | مارينا مول          | مارينا مول          | مارينا مول          | مارينا مول          | مارينا مول          | مارينا مول          | مارينا مول          | مارينا مول          | مارينا مول          | مارينا مول          | مارينا مول          | مارينا مول          | مارينا مول          | مارينا مول          | مارينا مول          | مارينا مول          | مارينا مول          | مارينا مول          | مارينا مول          | مارينا مول          | مارينا مول          | مارينا مول          | مارينا مول          | مارينا مول          | مارينا مول          | مارينا مول          | مارينا مول          | مارينا مول          | مارينا مول          | مارينا مول          | مارينا مول          | مارينا مول          | مارينا مول          | مارينا مول          | مارينا مول          | مارينا مول          | مارينا مول          | مارينا مول          | مارينا مول          | مارينا مول          | مارينا مول          | مارينا مول          | مارينا مول          | مارينا مول          | مارينا مول          | مارينا مول          | مارينا مول          | مارينا مول          | مارينا مول          | مارينا مول          | مارينا مول          | مارينا مول          | مارينا مول          | مارينا مول          | مارينا مول          | مارينا مول          | مارينا مول          | مارينا مول          | مارينا مول          | مارينا مول          | مارينا مول          | مارينا مول          | مارينا مول          | مارينا مول          | مارينا مول          | مارينا مول          | مارينا مول          | مارينا مول          | مارينا مول          | مارينا مول          | مارينا مول          | مارينا مول          | مارينا مول          | مارينا مول          | مارينا مول          | مارينا مول          | مارينا مول          | مارينا مول          | مارينا مول          | مارينا مول          | مارينا مول          | مارينا مول          | مارينا مول          | مارينا مول          | مارينا مول          | مارينا مول          | مارينا مول          |
| 2011  | جي تي بي             | جي تي بي             | جي تي بي             | جي تي بي             | جي تي بي             | جي تي بي             | جي تي بي             | جي تي بي             | جي تي بي             | جي تي بي             | جي تي بي             | جي تي بي             | جي تي بي             | جي تي بي             | جي تي بي             | جي تي بي             | جي تي بي             | جي تي بي             | جي تي بي             | جي تي بي             | جي تي بي             | جي تي بي             | جي تي بي             | جي تي بي             | جي تي بي             | جي تي بي             | جي تي بي             | جي تي بي             | جي تي بي             | جي تي بي             | جي تي بي             | جي تي بي             | جي تي بي             | جي تي بي             | جي تي بي             | جي تي بي             | جي تي بي             | جي تي بي             | جي تي بي             | جي تي بي             | جي تي بي             | جي تي بي             | جي تي بي             | جي تي بي             | جي تي بي             | جي تي بي             | جي تي بي             | جي تي بي             | جي تي بي             | جي تي بي             | جي تي بي             | جي تي بي             | جي تي بي             | جي تي بي             | جي تي بي             | جي تي بي             | جي تي بي             | جي تي بي             | جي تي بي             | جي تي بي             | جي تي بي             | جي تي بي             | جي تي بي             | جي تي بي             | جي تي بي             | جي تي بي             | جي تي بي             | جي تي بي             | جي تي بي             | جي تي بي             | جي تي بي             | جي تي بي             | تويوتا               | تويوتا               | تويوتا               | تويوتا               | تويوتا               | تويوتا               | تويوتا               | تويوتا               | تويوتا               | تويوتا               | تويوتا               | تويوتا               | تويوتا               | تويوتا               | تويوتا               | تويوتا               | تويوتا               | تويوتا               | تويوتا               | تويوتا               | تويوتا               | تويوتا               | تويوتا               | تويوتا               | تويوتا               | تويوتا               | تويوتا               | تويوتا               | تويوتا               | تويوتا               | تويوتا               | تويوتا               | تويوتا               | تويوتا               | تويوتا               | تويوتا               | تويوتا               | تويوتا               | تويوتا               | تويوتا               | تويوتا               | تويوتا               | تويوتا               | تويوتا               | تويوتا               | تويوتا               | تويوتا               | تويوتا               | تويوتا               | تويوتا               | تويوتا               | تويوتا               | تويوتا               | تويوتا               | تويوتا              | تويوتا              | تويوتا              | تويوتا              | تويوتا              | تويوتا              | تويوتا              | تويوتا              | تويوتا              | تويوتا              | تويوتا              | تويوتا              | تويوتا              | تويوتا              | تويوتا              | تويوتا              | تويوتا              | تويوتا              | ماكيتا              | ماكيتا              | ماكيتا              | ماكيتا              | ماكيتا              | ماكيتا              | ماكيتا              | ماكيتا              | ماكيتا              | ماكيتا              | ماكيتا              | ماكيتا              | ماكيتا              | ماكيتا              | ماكيتا              | ماكيتا              | ماكيتا              | ماكيتا              | ماكيتا              | ماكيتا              | ماكيتا              | ماكيتا              | ماكيتا              | ماكيتا              | ماكيتا              | ماكيتا              | ماكيتا              | ماكيتا              | ماكيتا              | ماكيتا              | ماكيتا              | ماكيتا              | ماكيتا              | ماكيتا              | ماكيتا              | ماكيتا              | ماكيتا              | ماكيتا              | ماكيتا              | ماكيتا              | ماكيتا              | ماكيتا              | ماكيتا              | ماكيتا              | ماكيتا              | ماكيتا              | ماكيتا              | ماكيتا              | ماكيتا              | ماكيتا              | ماكيتا              | ماكيتا              | ماكيتا              | ماكيتا              | ماكيتا              | ماكيتا              | ماكيتا              | ماكيتا              | ماكيتا              | ماكيتا              | ماكيتا              | ماكيتا              | ماكيتا              | ماكيتا              | ماكيتا              | ماكيتا              | ماكيتا              | ماكيتا              | ماكيتا              | ماكيتا              | ماكيتا              | ماكيتا              | جريدة يوميوري       | جريدة يوميوري       | جريدة يوميوري       | جريدة يوميوري       | جريدة يوميوري       | جريدة يوميوري       | جريدة يوميوري       | جريدة يوميوري       | جريدة يوميوري       | جريدة يوميوري       | جريدة يوميوري       | جريدة يوميوري       | جريدة يوميوري       | جريدة يوميوري       | جريدة يوميوري       | جريدة يوميوري       | جريدة يوميوري       | جريدة يوميوري       | جريدة يوميوري       | جريدة يوميوري       | جريدة يوميوري       | جريدة يوميوري       | جريدة يوميوري       | جريدة يوميوري       | جريدة يوميوري       | جريدة يوميوري       | جريدة يوميوري       | جريدة يوميوري       | جريدة يوميوري       | جريدة يوميوري       | جريدة يوميوري       | جريدة يوميوري       | جريدة يوميوري       | جريدة يوميوري       | جريدة يوميوري       | جريدة يوميوري       | جريدة يوميوري            | جريدة يوميوري            | جريدة يوميوري            | جريدة يوميوري            | جريدة يوميوري            | جريدة يوميوري            | جريدة يوميوري            | جريدة يوميوري            | جريدة يوميوري            | جريدة يوميوري            | جريدة يوميوري            | جريدة يوميوري            | جريدة يوميوري            | جريدة يوميوري            | جريدة يوميوري            | جريدة يوميوري            | جريدة يوميوري            | جريدة يوميوري            | جريدة يوميوري            | جريدة يوميوري            | جريدة يوميوري            | جريدة يوميوري            | جريدة يوميوري            | جريدة يوميوري            | جريدة يوميوري            | جريدة يوميوري            | جريدة يوميوري            | جريدة يوميوري            | جريدة يوميوري            | جريدة يوميوري            | جريدة يوميوري            | جريدة يوميوري            | جريدة يوميوري            | جريدة يوميوري            | جريدة يوميوري            | جريدة يوميوري            | مطار تشوبو الدولي        | مطار تشوبو الدولي        | مطار تشوبو الدولي        | مطار تشوبو الدولي        | مطار تشوبو الدولي        | مطار تشوبو الدولي        | مطار تشوبو الدولي        | مطار تشوبو الدولي        | مطار تشوبو الدولي        | مطار تشوبو الدولي        | مطار تشوبو الدولي        | مطار تشوبو الدولي        | مطار تشوبو الدولي        | مطار تشوبو الدولي        | مطار تشوبو الدولي        | مطار تشوبو الدولي        | مطار تشوبو الدولي        | مطار تشوبو الدولي        | مطار تشوبو الدولي        | مطار تشوبو الدولي        | مطار تشوبو الدولي        | مطار تشوبو الدولي        | مطار تشوبو الدولي        | مطار تشوبو الدولي        | مطار تشوبو الدولي        | مطار تشوبو الدولي        | مطار تشوبو الدولي        | مطار تشوبو الدولي        | مطار تشوبو الدولي        | مطار تشوبو الدولي        | مطار تشوبو الدولي        | مطار تشوبو الدولي        | مطار تشوبو الدولي        | مطار تشوبو الدولي        | مطار تشوبو الدولي        | مطار تشوبو الدولي        | مطار تشوبو الدولي        | مطار تشوبو الدولي        | مطار تشوبو الدولي        | مطار تشوبو الدولي        | مطار تشوبو الدولي        | مطار تشوبو الدولي        | مطار تشوبو الدولي        | مطار تشوبو الدولي        | مطار تشوبو الدولي        | مطار تشوبو الدولي        | مطار تشوبو الدولي        | مطار تشوبو الدولي        | مطار تشوبو الدولي        | مطار تشوبو الدولي        | مطار تشوبو الدولي        | مطار تشوبو الدولي        | مطار تشوبو الدولي        | مطار تشوبو الدولي        | مطار تشوبو الدولي        | مطار تشوبو الدولي        | مطار تشوبو الدولي        | مطار تشوبو الدولي        | مطار تشوبو الدولي        | مطار تشوبو الدولي        | مطار تشوبو الدولي        | مطار تشوبو الدولي        | مطار تشوبو الدولي        | مطار تشوبو الدولي        | مطار تشوبو الدولي        | مطار تشوبو الدولي        | مطار تشوبو الدولي        | مطار تشوبو الدولي        | مطار تشوبو الدولي        | مطار تشوبو الدولي        | مطار تشوبو الدولي        | مطار تشوبو الدولي        | متجر لاوسون              | متجر لاوسون              | متجر لاوسون              | متجر لاوسون              | متجر لاوسون              | متجر لاوسون              | متجر لاوسون              | متجر لاوسون              | متجر لاوسون              | متجر لاوسون              | متجر لاوسون              | متجر لاوسون              | متجر لاوسون              | متجر لاوسون              | متجر لاوسون              | متجر لاوسون              | متجر لاوسون              | متجر لاوسون              | متجر لاوسون         | متجر لاوسون         | متجر لاوسون         | متجر لاوسون         | متجر لاوسون         | متجر لاوسون         | متجر لاوسون         | متجر لاوسون         | متجر لاوسون         | متجر لاوسون         | متجر لاوسون         | متجر لاوسون         | متجر لاوسون         | متجر لاوسون         | متجر لاوسون         | متجر لاوسون         | متجر لاوسون         | متجر لاوسون         | متجر لاوسون         | متجر لاوسون         | متجر لاوسون         | متجر لاوسون         | متجر لاوسون         | متجر لاوسون         | متجر لاوسون         | متجر لاوسون         | متجر لاوسون         | متجر لاوسون         | متجر لاوسون         | متجر لاوسون         | متجر لاوسون         | متجر لاوسون         | متجر لاوسون         | متجر لاوسون         | متجر لاوسون         | متجر لاوسون         | متجر لاوسون         | متجر لاوسون         | متجر لاوسون         | متجر لاوسون         | متجر لاوسون         | متجر لاوسون         | متجر لاوسون         | متجر لاوسون         | متجر لاوسون         | متجر لاوسون         | متجر لاوسون         | متجر لاوسون         | متجر لاوسون         | متجر لاوسون         | متجر لاوسون         | متجر لاوسون         | متجر لاوسون         | متجر لاوسون         | كوماتسو             | كوماتسو             | كوماتسو             | كوماتسو             | كوماتسو             | كوماتسو             | كوماتسو             | كوماتسو             | كوماتسو             | كوماتسو             | كوماتسو             | كوماتسو             | كوماتسو             | كوماتسو             | كوماتسو             | كوماتسو             | كوماتسو             | كوماتسو             | كوماتسو             | كوماتسو             | كوماتسو             | كوماتسو             | كوماتسو             | كوماتسو             | كوماتسو             | كوماتسو             | كوماتسو             | كوماتسو             | كوماتسو             | كوماتسو             | كوماتسو             | كوماتسو             | كوماتسو             | كوماتسو             | كوماتسو             | كوماتسو             | كوماتسو             | كوماتسو             | كوماتسو             | كوماتسو             | كوماتسو             | كوماتسو             | كوماتسو             | كوماتسو             | كوماتسو             | كوماتسو             | كوماتسو             | كوماتسو             | كوماتسو             | كوماتسو             | كوماتسو             | كوماتسو             | كوماتسو             | كوماتسو             | كوماتسو             | كوماتسو             | كوماتسو             | كوماتسو             | كوماتسو             | كوماتسو             | كوماتسو             | كوماتسو             | كوماتسو             | كوماتسو             | كوماتسو             | كوماتسو             | كوماتسو             | كوماتسو             | كوماتسو             | كوماتسو             | كوماتسو             | كوماتسو             |

## إحصائيات

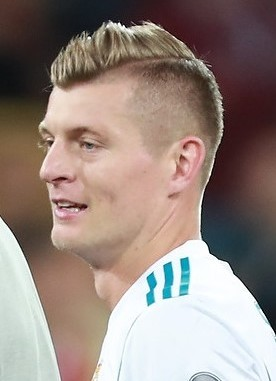
توني كروس شارك بستة بطولات كأس عالم للأندية وصاحب الرقم القياسي كأكثر من فاز في البطولة ستة مرات.

- أكثر لاعب تحقيقًا لكأس العالم للأندية: توني كروس برصيد ستة مرات. مرة مع بايرن ميونخ الألماني وخمس مرات مع ريال مدريد الإسباني[93]
- يحمل كريستيانو رونالدو الرقم القياسي في عدد الأهداف المسجلة من لاعب واحد في تاريخ كأس العالم للأندية، حيث سجل سبعه أهداف[94]، يتبعه كل من غاريث بيل وكريم بنزيما كل منهما ستة أهداف ثم يتبعهما ليونيل ميسي ولويس سواريز وسيزار ديلغادو كل منهم خمسة أهداف ثم دنيلسون ومحمد أبو تريكة وسالم الدوسري وبيدرو وحسين الشحات حيث سجل كلاً منهم أربعة أهداف.[95][96][97]
- يحمل لويس سواريز الرقم القياسي في تسجيل أكبر عدد من الأهداف في بطولة واحدة حيث سجل جميع أهدافه الخمسة في بطولة 2015.[98]
- أكثر اللاعبين مشاركةً في تاريخ كأس العالم للأندية هو: حسين الشحات برصيد 15 مباراة.
- كريستيانو رونالدو هو اللاعب الوحيد الذي سجل ثلاثية (هاتريك) في نهائي البطولة، وفعلها في فوز فريقه على كاشيما أنتلرز الياباني في نهائي نسخة 2016 قاد بها فريقه ريال مدريد لنيل لقب البطولة بـ4–2.[99]
- يحمل ريال مدريد الإسباني الرقم القياسي في عدد مرات الانتصارات في البطولة حيث فاز في 12 مباراة. كما يحمل ريال مدريد إلى جانب كورينثيانز البرازيلي وكاشيوا ريسول الياباني ونيكاكسا المكسيكي والعين الإماراتي والهلال السعودي الرقم القياسي في عدد مرات التعادل حيث تعادل كلاً منهم مرتين، بينما يملك الأهلي المصري أكبر عدد من الهزائم حيث خسر 14 مباريات.[100]
- يحمل ريال مدريد رقمًا قياسيًا في عدد الأهداف التي سجلوها حيثُ سجلوا 40 هدفًا، بينما يحمل الأهلي رقمًا قياسيًا في استقبال الأهداف حيث استقبلوا 39 هدف. ولدى ريال مدريد أيضًا أفضل معدل للأهداف في تاريخ البطولة ب+25.[100]
- بيب غوارديولا هو أكثر مدرب فاز بكأس العالم الأندية بأربعة بطولات.

## الملاحظات
1. ↑  تم لعب الوقت الإضافي في مباراة المركز الثالث. فاز نيكاكسا 4–3 بركلات الترجيح.[38]
2. ↑  لم يتم لعب الأشواط الإضافية في مباراة تحديد المركز الثالث. فاز أوراوا رد دايموندز 4–2 بركلات الترجيح.[46]
3. ↑  النتيجة كانت 1–1 بعد 90 دقيقة.[51]
4. ↑  لم يتم لعب الأشواط الإضافية في مباراة تحديد المركز الثالث. فاز بوهانغ ستيلرز 4–3 بركلات الترجيح.[52]
5. ↑  لم يتم لعب الأشواط الإضافية في مباراة تحديد المركز الثالث. فاز السد 5–3 بركلات الترجيح.[57]
6. ↑  لم يتم لعب الأشواط الإضافية في مباراة تحديد المركز الثالث. فاز أوكلاند سيتي 4–2 بركلات الترجيح.[64]
7. ↑  النتيجة كانت 2–2 بعد 90 دقيقة.[69]
8. ↑  لم يتم لعب الأشواط الإضافية في مباراة تحديد المركز الثالث. فاز أتلتيكو ناسيونال 4–3 بركلات الترجيح.[70]
9. ↑  النتيجة كانت 1–1 بعد 90 دقيقة.
10. ↑  لم يتم لعب الأشواط الإضافية في مباراة تحديد المركز الثالث. فاز مونتيري 4–3 بركلات الترجيح.
11. ↑  لم يتم لعب الأشواط الإضافية في مباراة تحديد المركز الثالث. فاز الأهلي 3–2 بركلات الترجيح.

## الملاحظات والمراجع
الملاحظات
1. ↑  إكس بوكس 360 كانت الماركة الإعلانية.
2. ↑  JAPANiCAN كانت الماركة الإعلانية.
3. ↑  إكس بوكس 360 كانت الماركة الإعلانية.
4. ↑  JAPANiCAN كانت الماركة الإعلانية.
5. ↑  JAPANiCAN كانت الماركة الإعلانية.
6. ↑  JAPANiCAN كانت الماركة الإعلانية.
7. ↑  تويوتا بريوس كانت الماركة الإعلانية.

المراجع
1. ↑  "ليفربول بطلا لكأس العالم للأندية لأول مرة". BBC News Arabic. 21 ديسمبر 2019. مؤرشف من الأصل في 2020-04-01. اطلع عليه بتاريخ 2020-03-29.
2. ↑  "Maintaining the Corporate Image". الاتحاد الدولي لكرة القدم. 17 يونيو 1998. مؤرشف من الأصل في 2015-02-04. اطلع عليه بتاريخ 2013-03-06.
3. ↑  "The History of Football". الاتحاد الدولي لكرة القدم. مؤرشف من الأصل في 2013-03-14. اطلع عليه بتاريخ 2013-03-06.
4. ↑  "West Auckland AFC statue to mark Sir Thomas Lipton Trophy win". بي بي سي. 23 سبتمبر 2012. مؤرشف من الأصل في 2019-04-05. اطلع عليه بتاريخ 2013-03-06.
5. ↑  Veronese، Andrea (20 نوفمبر 2004). "Sir Thomas Lipton Trophy (Torino)". مؤسسة إحصاءات وثيقة لرياضة كرة القدم. مؤرشف من الأصل في 2018-10-07. اطلع عليه بتاريخ 2013-03-06.
6. ↑  "Importantes Declaraciones de Mr. Jules Rimet, presidente de la F.I.F.A" [Important declarations from Mr. Jules Rimet, FIFA President]. إل موندو ديبورتيفو (بلغة إسبانية). 5 Apr 1951. p. 3. Archived from the original (PDF) on 2019-05-27. Retrieved 2013-03-06.{{استشهاد ويب}}:  صيانة الاستشهاد: لغة غير مدعومة (link)
7. ↑  de Arruda، Marcelo Leme؛ Ricardo Caldas e Almeida، José (20 مايو 2004). Moreira، Marcos Galves؛ Prais، Mauro (المحررون). "Torneio Octogonal Rivadavia Corrêa Meyer 1953". مؤسسة إحصاءات وثيقة لرياضة كرة القدم. مؤرشف من الأصل في 2017-08-15. اطلع عليه بتاريخ 2013-03-06.
8. ↑  Originally, the 1953 competition was supposed to include four Brazilian teams and four foreign teams, but the Uruguayan Football Association prohibited Club Nacional de Montevideo from participating at the last minute. They were replaced by another Brazilian club, Fluminense, as there was not enough time to search for a foreign substitute.
9. ↑  "Approval for Refereeing Assistance Programme and upper altitude limit for FIFA competitions". الاتحاد الدولي لكرة القدم. 15 ديسمبر 2007. مؤرشف من الأصل في 2014-11-06. اطلع عليه بتاريخ 2013-03-06.
10. ↑  Bernardi, Bruno (30 Jun 1975). "Parola ed Altafini sarà una tournée piena di ricordi e nostalgie" [Parola and Altafini will make this a nostalgic tournament to remember]. لا ستامبا (بلغة إيطالية). p. 10. Archived from the original on 2016-01-12. Retrieved 2013-03-06.{{استشهاد ويب}}:  صيانة الاستشهاد: لغة غير مدعومة (link)
11. ↑  Carsughi, Claudio (14 Jun 1951). "Il Palmeiras vedeta del "Torneo dei Campioni"" [Palmeiras will seek to win the "Tournament of Champions"]. كوريري ديلو سبورت (بلغة إيطالية). p. 4. Archived from the original on 2013-10-23. Retrieved 2013-03-06.{{استشهاد ويب}}:  صيانة الاستشهاد: لغة غير مدعومة (link)
12. ↑  "O ESTADO DE S. PAULO: PÁGINAS DA EDIÇÃO DE 26 DE Junho DE 1962". و إستاداو دي ساو باولو (بلغة برتغالية). 26 Jun 1962. p. 11. Archived from the original on 2019-05-29. Retrieved 2013-03-06.{{استشهاد ويب}}:  صيانة الاستشهاد: لغة غير مدعومة (link)
13. 1 2  Stokkermans، Karel؛ Varanda، Pedro (19 أغسطس 2010). "Pequeña Copa del Mundo and Other International Club Tournaments in Caracas". مؤسسة إحصاءات وثيقة لرياضة كرة القدم. مؤرشف من الأصل في 2018-10-08. اطلع عليه بتاريخ 2013-03-06.
14. ↑  "Football's premier club competition". الاتحاد الأوروبي لكرة القدم. مؤرشف من الأصل في 2019-05-15. اطلع عليه بتاريخ 2013-03-06.
15. ↑  "Vasco tentará reconhecimento de título mundial de 1957" [Vasco will try to get recognition for the 1957 world title]. Super Vasco (بلغة برتغالية). 15 Jun 2012. Archived from the original on 2014-12-21. Retrieved 2013-03-06.{{استشهاد ويب}}:  صيانة الاستشهاد: لغة غير مدعومة (link)
16. ↑  "Ayer llego a Madrid el equipo Portuges Benfica que participara en la Copa Latina" [Yesterday, Benfica from Portugal arrived in Madrid to participate in the Latin Cup]. أبسي (إسبانيا) (بلغة إسبانية). 18 Jun 1957. p. 53. Archived from the original (PDF) on 2019-04-23. Retrieved 2013-03-06.{{استشهاد ويب}}:  صيانة الاستشهاد: لغة غير مدعومة (link)
17. ↑  Carluccio, Jose (2 Sep 2007). "¿Qué es la Copa Libertadores de América?" [What is the Copa Libertadores de América?]. Historia y Fútbol (بلغة إسبانية). Archived from the original on 2012-10-02. Retrieved 2013-03-06.{{استشهاد ويب}}:  صيانة الاستشهاد: لغة غير مدعومة (link)
18. ↑  "Goodbye Toyota Cup, hello FIFA Club World Championship". الاتحاد الدولي لكرة القدم. 10 ديسمبر 2004. مؤرشف من الأصل في 2013-11-02. اطلع عليه بتاريخ 2013-03-06.
19. ↑  "La Copa Intercontinental, un perro sin amo" [The Intercontinental Cup, a dog without an owner]. إل موندو ديبورتيفو (بلغة إسبانية). 22 Nov 1979. p. 2. Archived from the original (PDF) on 2019-03-28. Retrieved 2013-03-06.{{استشهاد ويب}}:  صيانة الاستشهاد: لغة غير مدعومة (link)
20. ↑  Briordy، William (24 مايو 1961). "Bangu, Karlsruhe Play Tonight In Polo Grounds Soccer Game; Permission is Received by International League to Continue its Schedule". نيويورك تايمز. مؤرشف من الأصل في 2014-04-07. اطلع عليه بتاريخ 2013-03-06.
21. ↑  "O ESTADO DE S. PAULO: PÁGINAS DA EDIÇÃO DE 24 DE Maio DE 1961". و إستاداو دي ساو باولو (بلغة برتغالية). 24 May 1961. p. 17. Archived from the original on 2019-05-29. Retrieved 2013-03-06.{{استشهاد ويب}}:  صيانة الاستشهاد: لغة غير مدعومة (link)
22. ↑  "O ESTADO DE S. PAULO: PÁGINAS DA EDIÇÃO DE 15 DE Janeiro DE 1960". و إستاداو دي ساو باولو (بلغة برتغالية). 15 Jan 1960. p. 18. Archived from the original on 2019-05-29. Retrieved 2013-03-06.{{استشهاد ويب}}:  صيانة الاستشهاد: لغة غير مدعومة (link)
23. ↑  "O ESTADO DE S. PAULO: PÁGINAS DA EDIÇÃO DE 20 DE Agosto DE 1961". و إستاداو دي ساو باولو (بلغة برتغالية). 20 Aug 1961. p. 29. Archived from the original on 2019-05-29. Retrieved 2013-03-06.{{استشهاد ويب}}:  صيانة الاستشهاد: لغة غير مدعومة (link)
24. ↑  "FC Internazionale Milano on top of the world" (PDF). Union of European Football Associations. 1 فبراير 2011. ص. 15. مؤرشف من الأصل (PDF) في 2019-03-28. اطلع عليه بتاريخ 2013-03-06.
25. ↑  milan fifa "¿Se desentendera la FIFA?" [Is FIFA misunderstanding?]. إل موندو ديبورتيفو (بلغة إسبانية). 27 Nov 1963. p. 6. Archived from the original (PDF) on 2019-03-28. Retrieved 2013-03-06. {{استشهاد ويب}}: تحقق من قيمة |مسار أرشيف= (help)صيانة الاستشهاد: لغة غير مدعومة (link)
26. ↑  "O ESTADO DE S. PAULO: PÁGINAS DA EDIÇÃO DE 16 DE Junho DE 1994". و إستاداو دي ساو باولو (بلغة برتغالية). 16 Jun 1994. p. 30. Archived from the original on 2019-05-29. Retrieved 2013-03-06.{{استشهاد ويب}}:  صيانة الاستشهاد: لغة غير مدعومة (link)
27. ↑  "Blatter: "The Club World Championship holds promise for the future"". الاتحاد الدولي لكرة القدم. 6 ديسمبر 1999. مؤرشف من الأصل في 2020-05-19. اطلع عليه بتاريخ 2013-03-06.
28. ↑  "Mundial de Clubs en 1999" [Club World Cup in 1999]. إل موندو ديبورتيفو (بلغة إسبانية). 3 Sep 1997. p. 42. Archived from the original (PDF) on 2019-03-01. Retrieved 2013-03-06.{{استشهاد ويب}}:  صيانة الاستشهاد: لغة غير مدعومة (link)
29. 1 2 3  Charlton, Bobby (28 Dec 1999). "Un desafio fascinante" [A fascinating challenge]. جورنال دو برازيل (بلغة برتغالية). p. 54. Archived from the original on 2016-04-29. Retrieved 2013-03-06.{{استشهاد ويب}}:  صيانة الاستشهاد: لغة غير مدعومة (link)
30. ↑  "Brazil 2000 Final Draw". الاتحاد الدولي لكرة القدم. 14 أكتوبر 1999. مؤرشف من الأصل في 2013-11-09. اطلع عليه بتاريخ 2013-03-06.
31. ↑  "FIFA considering 24-team Club World Cup". ESPN.com (بالإنجليزية). 30 Oct 2017. Archived from the original on 2023-02-19. Retrieved 2023-02-07.
32. ↑  "FIFA Council votes for the introduction of a revamped FIFA Club World Cup". www.fifa.com (بالإنجليزية). Archived from the original on 2022-11-24. Retrieved 2023-02-07.
33. ↑  "Soccer: Qualifying for new Club World Cup would take place over four seasons". Reuters (بالإنجليزية). 13 Apr 2018. Archived from the original on 2023-02-07. Retrieved 2023-02-07.
34. ↑  "Fifa set to meet over $25bn 'offer'". BBC Sport (بالإنجليزية البريطانية). Archived from the original on 2022-12-08. Retrieved 2023-02-07.
35. ↑  "Bureau of the FIFA Council decisions concerning impact of COVID-19". www.fifa.com (بالإنجليزية). Archived from the original on 2023-02-07. Retrieved 2023-02-07.
36. 1 2  "FIFA to launch new Club World Cup format in '25". ESPN.com (بالإنجليزية). 16 Dec 2022. Archived from the original on 2023-02-02. Retrieved 2023-02-07.
37. ↑  "Fifa proposes expanded 32-team Club World Cup". BBC Sport (بالإنجليزية البريطانية). Archived from the original on 2023-02-12. Retrieved 2023-02-07.
38. ↑  "Real Madrid – Necaxa". FIFA.com. Fédération Internationale de Football Association. 14 يناير 2000. مؤرشف من الأصل في 2015-06-03. اطلع عليه بتاريخ 2013-03-06.
39. ↑  "FIFA Club World Championship Brazil 2000". FIFA.com. Fédération Internationale de Football Association. مؤرشف من الأصل في 2015-06-30. اطلع عليه بتاريخ 2013-03-06.
40. ↑  Pontes، Ricardo (29 مايو 2007). "FIFA Club World Championship 2000". Rec.Sport.Soccer Statistics Foundation. مؤرشف من الأصل في 2018-09-23. اطلع عليه بتاريخ 2013-03-06.
41. ↑  "World Club Championship axed". BBC Sport. British Broadcasting Corporation. 18 مايو 2001. مؤرشف من الأصل في 2018-10-21. اطلع عليه بتاريخ 2014-08-26.
42. ↑  "FIFA Club World Championship Toyota Cup Japan 2005". FIFA.com. Fédération Internationale de Football Association. مؤرشف من الأصل في 2015-07-04. اطلع عليه بتاريخ 2013-03-06.
43. ↑  Nakanishi، Masanori "Komabano"؛ de Arruda، Marcelo Leme (30 أبريل 2006). "FIFA Club World Championship 2005". Rec.Sport.Soccer Statistics Foundation. مؤرشف من الأصل في 2018-10-25. اطلع عليه بتاريخ 2013-03-06.
44. ↑  "FIFA Club World Cup Japan 2006". FIFA.com. Fédération Internationale de Football Association. مؤرشف من الأصل في 2015-07-29. اطلع عليه بتاريخ 2013-03-06.
45. ↑  Nakanishi، Masanori "Komabano"؛ de Arruda، Marcelo Leme (10 مايو 2007). "FIFA Club World Championship 2006". Rec.Sport.Soccer Statistics Foundation. مؤرشف من الأصل في 2018-07-22. اطلع عليه بتاريخ 2013-03-06.
46. ↑  "Shootout sends bronze to Urawa". FIFA.com. Fédération Internationale de Football Association. 16 ديسمبر 2007. مؤرشف من الأصل في 2015-06-03. اطلع عليه بتاريخ 2013-03-06.
47. ↑  "FIFA Club World Cup Japan 2007". FIFA.com. Fédération Internationale de Football Association. مؤرشف من الأصل في 2015-04-29. اطلع عليه بتاريخ 2013-03-06.
48. ↑  de Arruda، Marcelo Leme (28 مايو 2008). "FIFA Club World Championship 2007". Rec.Sport.Soccer Statistics Foundation. مؤرشف من الأصل في 2018-07-22. اطلع عليه بتاريخ 2013-03-06.
49. ↑  "FIFA Club World Cup Japan 2008". FIFA.com. Fédération Internationale de Football Association. مؤرشف من الأصل في 2015-06-29. اطلع عليه بتاريخ 2013-03-06.
50. ↑  Nakanishi، Masanori "Komabano"؛ de Arruda، Marcelo Leme (21 مايو 2009). "FIFA Club World Championship 2008". Rec.Sport.Soccer Statistics Foundation. مؤرشف من الأصل في 2018-07-22. اطلع عليه بتاريخ 2013-03-06.
51. ↑  "Club Estudiantes de La Plata – FC Barcelona". FIFA.com. Fédération Internationale de Football Association. 19 ديسمبر 2009. مؤرشف من الأصل في 2015-07-14. اطلع عليه بتاريخ 2013-03-06.
52. ↑  "Pohang Steelers FC – Atlante Futbol Club". FIFA.com. Fédération Internationale de Football Association. 19 ديسمبر 2009. مؤرشف من الأصل في 2015-06-03. اطلع عليه بتاريخ 2013-03-06.
53. ↑  "FIFA Club World Cup UAE 2009". FIFA.com. Fédération Internationale de Football Association. مؤرشف من الأصل في 2015-08-12. اطلع عليه بتاريخ 2013-03-06.
54. ↑  de Arruda، Marcelo Leme (14 مايو 2010). "FIFA Club World Championship 2009". Rec.Sport.Soccer Statistics Foundation. مؤرشف من الأصل في 2018-07-22. اطلع عليه بتاريخ 2013-03-06.
55. ↑  "FIFA Club World Cup UAE 2010". FIFA.com. Fédération Internationale de Football Association. مؤرشف من الأصل في 2015-05-18. اطلع عليه بتاريخ 2013-03-06.
56. ↑  de Arruda، Marcelo Leme (17 يوليو 2012). "FIFA Club World Championship 2010". Rec.Sport.Soccer Statistics Foundation. مؤرشف من الأصل في 2018-07-22. اطلع عليه بتاريخ 2013-03-06.
57. ↑  "Al-Sadd take third on penalties". FIFA.com. Fédération Internationale de Football Association. 18 ديسمبر 2011. مؤرشف من الأصل في 2015-06-03. اطلع عليه بتاريخ 2013-03-06.
58. ↑  "FIFA Club World Cup Japan 2011". FIFA.com. Fédération Internationale de Football Association. مؤرشف من الأصل في 2015-06-29. اطلع عليه بتاريخ 2013-03-06.
59. ↑  de Arruda، Marcelo Leme (17 يوليو 2012). "FIFA Club World Championship 2011". Rec.Sport.Soccer Statistics Foundation. مؤرشف من الأصل في 2018-10-03. اطلع عليه بتاريخ 2013-03-06.
60. ↑  "FIFA Club World Cup Japan 2012". FIFA.com. Fédération Internationale de Football Association. مؤرشف من الأصل في 2015-07-14. اطلع عليه بتاريخ 2013-03-06.
61. ↑  de Arruda، Marcelo Leme (10 يناير 2013). "FIFA Club World Championship 2012". Rec.Sport.Soccer Statistics Foundation. مؤرشف من الأصل في 2018-07-22. اطلع عليه بتاريخ 2013-03-06.
62. ↑  "FIFA Club World Cup Morocco 2013". FIFA.com. Fédération Internationale de Football Association. مؤرشف من الأصل في 2015-05-12. اطلع عليه بتاريخ 2014-08-29.
63. ↑  de Arruda، Marcelo Leme (23 ديسمبر 2013). "FIFA Club World Championship 2013". Rec.Sport.Soccer Statistics Foundation. مؤرشف من الأصل في 2018-07-22. اطلع عليه بتاريخ 2014-08-29.
64. ↑  "Auckland City claim historic bronze". FIFA.com. Fédération Internationale de Football Association. 20 ديسمبر 2014. مؤرشف من الأصل في 2019-03-05. اطلع عليه بتاريخ 2014-12-20.
65. ↑  "FIFA Club World Cup Morocco 2014". FIFA.com. Fédération Internationale de Football Association. مؤرشف من الأصل في 2019-04-12. اطلع عليه بتاريخ 2014-08-29.
66. ↑  de Arruda، Marcelo Leme (23 ديسمبر 2014). "FIFA Club World Championship 2014". Rec.Sport.Soccer Statistics Foundation. مؤرشف من الأصل في 2018-07-22. اطلع عليه بتاريخ 2014-08-29.
67. ↑  "FIFA Club World Cup Japan 2015". FIFA.com. Fédération Internationale de Football Association. مؤرشف من الأصل في 2019-04-12. اطلع عليه بتاريخ 2016-09-13.
68. ↑  King، Ian؛ Stokkermans، Karel (20 ديسمبر 2015). "FIFA Club World Cup 2015". Rec.Sport.Soccer Statistics Foundation. مؤرشف من الأصل في 2018-09-23. اطلع عليه بتاريخ 2016-09-13.
69. ↑  "Real Madrid – Kashima Antlers". FIFA.com. Fédération Internationale de Football Association. 18 ديسمبر 2016. مؤرشف من الأصل في 2019-03-27. اطلع عليه بتاريخ 2016-12-18.
70. ↑  "Club América – Atlético Nacional". FIFA.com. Fédération Internationale de Football Association. 18 ديسمبر 2016. مؤرشف من الأصل في 2019-05-07. اطلع عليه بتاريخ 2016-12-18.
71. ↑  "FIFA Club World Cup Japan 2016". FIFA.com. Fédération Internationale de Football Association. مؤرشف من الأصل في 25 December 2011. اطلع عليه بتاريخ 18 ديسمبر 2016.
72. ↑  Stokkermans، Karel (18 ديسمبر 2016). "FIFA Club World Cup 2016". Rec.Sport.Soccer Statistics Foundation. مؤرشف من الأصل في 2018-07-22. اطلع عليه بتاريخ 2016-12-18.
73. ↑  "FIFA Club World Cup 2017". www.rsssf.com. مؤرشف من الأصل في 2018-10-02. اطلع عليه بتاريخ 2018-12-22.
74. ↑  FIFA.com. "FIFA Club World Cup UAE 2017 - Matches - Real Madrid CF-Grêmio FBPA". FIFA.com (بالإنجليزية). Archived from the original on 2018-06-12. Retrieved 2018-12-22.
75. ↑  "FIFA Club World Cup 2018". www.rsssf.com. مؤرشف من الأصل في 2018-12-23. اطلع عليه بتاريخ 2018-12-22.
76. ↑  FIFA.com. "FIFA Club World Cup UAE 2018 - Matches". www.fifa.com (بالإنجليزية البريطانية). Archived from the original on 2019-04-07. Retrieved 2018-12-22.
77. 1 2  "FIFA Council appoints Qatar as host of the FIFA Club World Cup in 2019 and 2020" (Press release). زيورخ: اللجنة التنفيذية للفيفا. الاتحاد الدولي لكرة القدم. 3 يونيو 2019. مؤرشف من الأصل في 2019-06-19. اطلع عليه بتاريخ 2019-06-03.
78. ↑  "FIFA Council passes landmark reforms for female players and coaches, agrees further steps in COVID-19 response". FIFA. مؤرشف من الأصل في 2020-12-04. {{استشهاد ويب}}: تجاهل المحلل النص "4–2" (مساعدة)، تجاهل المحلل النص "5–3" (مساعدة)، تجاهل المحلل النص "-
!19
!2022" (مساعدة)، تجاهل المحلل النص " فلامنجو" (مساعدة)، تجاهل المحلل النص " الاهلي" (مساعدة)، تجاهل المحلل النص " المغرب" (مساعدة)، تجاهل المحلل النص " الهلال" (مساعدة)، وتجاهل المحلل النص " ريال مدريد" (مساعدة)
79. ↑  "ريال مدريد يهزم الهلال ويتوّج بلقب كأس العالم للأندية". CNN Arabic. 12 فبراير 2023. مؤرشف من الأصل في 2023-02-17. اطلع عليه بتاريخ 2023-02-15.
80. ↑  "فلامنغو البرازيلي يحرم الأهلي المصري من إنجاز غير مسبوق". CNN Arabic. 11 فبراير 2023. مؤرشف من الأصل في 2023-02-15. اطلع عليه بتاريخ 2023-02-15.
81. ↑  "مانشستر سيتي بطلا لكأس العالم للأندية بعد سحقه فلومينينسي - موقع لوطن الإخباري". Lwatan. 22 ديسمبر 2023. مؤرشف من الأصل في 2023-12-22. اطلع عليه بتاريخ 2023-12-22.
82. 1 2 3 4 5  "2012 FIFA Club World Cup - Regulations" (PDF). الاتحاد الدولي لكرة القدم. مؤرشف من الأصل (PDF) في 2016-03-05. اطلع عليه بتاريخ 2013-03-06.
83. 1 2 3  "FIFA awards" (PDF). الاتحاد الدولي لكرة القدم. ص. 2. مؤرشف من الأصل (PDF) في 2019-05-15. اطلع عليه بتاريخ 2013-03-06.
84. ↑  "Sawaya & Moroni". Sawaya & Moroni. مؤرشف من الأصل في 2017-02-17. اطلع عليه بتاريخ 2013-03-06.
85. ↑  web/products/special/fifa2.html "FIFA Club World Championship Cup". Sawaya & Moroni. مؤرشف من الأصل في 2014-04-10. اطلع عليه بتاريخ 2013-03-06. {{استشهاد ويب}}: تحقق من قيمة |مسار أرشيف= (مساعدة)
86. 1 2 3 4 5 6  "Regulations - FIFA Club World Cup Morocco 2013" (PDF). FIFA.com (Fédération Internationale de Football Association). مؤرشف من الأصل (PDF) في 2016-03-03. اطلع عليه بتاريخ 2013-03-06.
87. ↑  "Bayern join elite group of badge-winners". FIFA.com (Fédération Internationale de Football Association). 17 ديسمبر 2012. مؤرشف من الأصل في 2014-12-30. اطلع عليه بتاريخ 2013-03-06.
88. ↑  "28 Million Dollars in Prize Money on Offer". الاتحاد الدولي لكرة القدم. 3 يناير 2000. مؤرشف من الأصل في 2020-05-19. اطلع عليه بتاريخ 2013-03-06.
89. 1 2  "FIFA Club World Cup: Statistical Kit" (PDF). الاتحاد الدولي لكرة القدم. 5 ديسمبر 2011. مؤرشف من الأصل (PDF) في 2016-01-12. اطلع عليه بتاريخ 2013-03-06.
90. ↑  "Club World Cup: It's big in Japan, and so is the prize money". ديلي ميل. 17 ديسمبر 2008. مؤرشف من الأصل في 2016-03-03. اطلع عليه بتاريخ 2013-03-06.
91. ↑  "FIFA Club World Cup awards". تويوتا. مؤرشف من الأصل في 2018-11-06. اطلع عليه بتاريخ 2013-03-06.
92. 1 2 3 4 5 6 7 8 9 10 11 12 13 14 15 16  "Marketing Affiliates". الاتحاد الدولي لكرة القدم. مؤرشف من الأصل في 2018-03-29. اطلع عليه بتاريخ 2013-03-06.
93. ↑  "Toni kroos". FIFA.com. Fédération Internationale de Football Association. مؤرشف من الأصل في 2015-07-03. اطلع عليه بتاريخ 2013-03-06.
94. ↑  "Cesar Delgado". الاتحاد الدولي لكرة القدم. مؤرشف من الأصل في 2015-07-23. اطلع عليه بتاريخ 2013-03-06.
95. ↑  "Denilson". الاتحاد الدولي لكرة القدم. مؤرشف من الأصل في 2015-08-02. اطلع عليه بتاريخ 2013-03-06.
96. ↑  "Mohamed Aboutrika". الاتحاد الدولي لكرة القدم. مؤرشف من الأصل في 2015-07-23. اطلع عليه بتاريخ 2013-03-06.
97. ↑  "Barcelona trio sweep awards". FIFA.com (بالإنجليزية البريطانية). 20 Dec 2015. Archived from the original on 2020-11-04. Retrieved 2015-12-20.
98. 1 2  de Arruda، Marcelo Leme (10 يناير 2013). "FIFA Club World Championship". مؤسسة إحصاءات وثيقة لرياضة كرة القدم. مؤرشف من الأصل في 2020-07-31. اطلع عليه بتاريخ 2013-03-06.

## وصلات خارجية
- كأس العالم للأندية